# Llista d'asteroides (232001-233000)
Llista d'asteroides del 232.001 al 233.000, amb data de descoberta i descobridor. És un fragment de la llista d'asteroides completa. Als asteroides se'ls dona un número quan es confirma la seva òrbita, per tant apareixen llistats aproximadament segons la data de descobriment.

## 232001-232100
| Nom    | Designació provisional | Data de descobriment   | Lloc de descobriment | Descobridor/s            |
| ------ | ---------------------- | ---------------------- | -------------------- | ------------------------ |
| 232001 | 2001 SW71              | 17 de setembre de 2001 | Socorro              | LINEAR                   |
| 232002 | 2001 SE88              | 20 de setembre de 2001 | Socorro              | LINEAR                   |
| 232003 | 2001 SA104             | 20 de setembre de 2001 | Socorro              | LINEAR                   |
| 232004 | 2001 SS117             | 16 de setembre de 2001 | Socorro              | LINEAR                   |
| 232005 | 2001 SP122             | 16 de setembre de 2001 | Socorro              | LINEAR                   |
| 232006 | 2001 SZ127             | 16 de setembre de 2001 | Socorro              | LINEAR                   |
| 232007 | 2001 SR134             | 16 de setembre de 2001 | Socorro              | LINEAR                   |
| 232008 | 2001 SC140             | 16 de setembre de 2001 | Socorro              | LINEAR                   |
| 232009 | 2001 SZ180             | 19 de setembre de 2001 | Socorro              | LINEAR                   |
| 232010 | 2001 SD181             | 19 de setembre de 2001 | Socorro              | LINEAR                   |
| 232011 | 2001 SQ193             | 19 de setembre de 2001 | Socorro              | LINEAR                   |
| 232012 | 2001 SB200             | 19 de setembre de 2001 | Socorro              | LINEAR                   |
| 232013 | 2001 SJ206             | 19 de setembre de 2001 | Socorro              | LINEAR                   |
| 232014 | 2001 SV245             | 19 de setembre de 2001 | Socorro              | LINEAR                   |
| 232015 | 2001 SG256             | 19 de setembre de 2001 | Socorro              | LINEAR                   |
| 232016 | 2001 SV262             | 24 de setembre de 2001 | Socorro              | LINEAR                   |
| 232017 | 2001 SZ264             | 25 de setembre de 2001 | Desert Eagle         | W. K. Y. Yeung           |
| 232018 | 2001 SF271             | 20 de setembre de 2001 | Socorro              | LINEAR                   |
| 232019 | 2001 SE301             | 20 de setembre de 2001 | Socorro              | LINEAR                   |
| 232020 | 2001 SB321             | 23 de setembre de 2001 | Socorro              | LINEAR                   |
| 232021 | 2001 SC330             | 19 de setembre de 2001 | Socorro              | LINEAR                   |
| 232022 | 2001 SJ347             | 25 de setembre de 2001 | Socorro              | LINEAR                   |
| 232023 | 2001 TP13              | 13 d'octubre de 2001   | Bareggio             | V. Pozzoli               |
| 232024 | 2001 TL32              | 14 d'octubre de 2001   | Socorro              | LINEAR                   |
| 232025 | 2001 TD33              | 14 d'octubre de 2001   | Socorro              | LINEAR                   |
| 232026 | 2001 TT41              | 14 d'octubre de 2001   | Socorro              | LINEAR                   |
| 232027 | 2001 TZ42              | 14 d'octubre de 2001   | Socorro              | LINEAR                   |
| 232028 | 2001 TN53              | 13 d'octubre de 2001   | Socorro              | LINEAR                   |
| 232029 | 2001 TY94              | 14 d'octubre de 2001   | Socorro              | LINEAR                   |
| 232030 | 2001 TY95              | 14 d'octubre de 2001   | Socorro              | LINEAR                   |
| 232031 | 2001 TF96              | 14 d'octubre de 2001   | Socorro              | LINEAR                   |
| 232032 | 2001 TW125             | 12 d'octubre de 2001   | Haleakala            | NEAT                     |
| 232033 | 2001 TA144             | 10 d'octubre de 2001   | Palomar              | NEAT                     |
| 232034 | 2001 TL148             | 10 d'octubre de 2001   | Palomar              | NEAT                     |
| 232035 | 2001 TE154             | 15 d'octubre de 2001   | Palomar              | NEAT                     |
| 232036 | 2001 TH163             | 11 d'octubre de 2001   | Palomar              | NEAT                     |
| 232037 | 2001 TL187             | 14 d'octubre de 2001   | Socorro              | LINEAR                   |
| 232038 | 2001 TY189             | 14 d'octubre de 2001   | Socorro              | LINEAR                   |
| 232039 | 2001 TZ191             | 14 d'octubre de 2001   | Socorro              | LINEAR                   |
| 232040 | 2001 TP205             | 11 d'octubre de 2001   | Socorro              | LINEAR                   |
| 232041 | 2001 TR217             | 14 d'octubre de 2001   | Socorro              | LINEAR                   |
| 232042 | 2001 TH219             | 14 d'octubre de 2001   | Anderson Mesa        | LONEOS                   |
| 232043 | 2001 TB222             | 14 d'octubre de 2001   | Socorro              | LINEAR                   |
| 232044 | 2001 TS253             | 14 d'octubre de 2001   | Apache Point         | Sloan Digital Sky Survey |
| 232045 | 2001 TB258             | 8 d'octubre de 2001    | Palomar              | NEAT                     |
| 232046 | 2001 UQ2               | 18 d'octubre de 2001   | Desert Eagle         | W. K. Y. Yeung           |
| 232047 | 2001 UU8               | 17 d'octubre de 2001   | Socorro              | LINEAR                   |
| 232048 | 2001 UB11              | 22 d'octubre de 2001   | Desert Eagle         | W. K. Y. Yeung           |
| 232049 | 2001 UA13              | 24 d'octubre de 2001   | Desert Eagle         | W. K. Y. Yeung           |
| 232050 | 2001 UG26              | 18 d'octubre de 2001   | Socorro              | LINEAR                   |
| 232051 | 2001 UZ28              | 16 d'octubre de 2001   | Socorro              | LINEAR                   |
| 232052 | 2001 UK40              | 17 d'octubre de 2001   | Socorro              | LINEAR                   |
| 232053 | 2001 UQ72              | 20 d'octubre de 2001   | Haleakala            | NEAT                     |
| 232054 | 2001 UT86              | 18 d'octubre de 2001   | Kitt Peak            | Spacewatch               |
| 232055 | 2001 UU87              | 21 d'octubre de 2001   | Kitt Peak            | Spacewatch               |
| 232056 | 2001 UW94              | 19 d'octubre de 2001   | Haleakala            | NEAT                     |
| 232057 | 2001 UB98              | 17 d'octubre de 2001   | Socorro              | LINEAR                   |
| 232058 | 2001 UL108             | 20 d'octubre de 2001   | Socorro              | LINEAR                   |
| 232059 | 2001 UP108             | 20 d'octubre de 2001   | Socorro              | LINEAR                   |
| 232060 | 2001 UF118             | 22 d'octubre de 2001   | Socorro              | LINEAR                   |
| 232061 | 2001 UW126             | 17 d'octubre de 2001   | Socorro              | LINEAR                   |
| 232062 | 2001 UA144             | 23 d'octubre de 2001   | Socorro              | LINEAR                   |
| 232063 | 2001 UZ150             | 23 d'octubre de 2001   | Socorro              | LINEAR                   |
| 232064 | 2001 UM206             | 20 d'octubre de 2001   | Kitt Peak            | Spacewatch               |
| 232065 | 2001 UW207             | 20 d'octubre de 2001   | Socorro              | LINEAR                   |
| 232066 | 2001 UN220             | 21 d'octubre de 2001   | Socorro              | LINEAR                   |
| 232067 | 2001 UR220             | 21 d'octubre de 2001   | Socorro              | LINEAR                   |
| 232068 | 2001 VM2               | 10 de novembre de 2001 | Needville            | Needville                |
| 232069 | 2001 VE9               | 9 de novembre de 2001  | Socorro              | LINEAR                   |
| 232070 | 2001 VA17              | 11 de novembre de 2001 | Socorro              | LINEAR                   |
| 232071 | 2001 VS17              | 9 de novembre de 2001  | Socorro              | LINEAR                   |
| 232072 | 2001 VE19              | 9 de novembre de 2001  | Socorro              | LINEAR                   |
| 232073 | 2001 VN22              | 9 de novembre de 2001  | Socorro              | LINEAR                   |
| 232074 | 2001 VH40              | 9 de novembre de 2001  | Socorro              | LINEAR                   |
| 232075 | 2001 VZ47              | 9 de novembre de 2001  | Socorro              | LINEAR                   |
| 232076 | 2001 VS53              | 10 de novembre de 2001 | Socorro              | LINEAR                   |
| 232077 | 2001 VY103             | 12 de novembre de 2001 | Socorro              | LINEAR                   |
| 232078 | 2001 VV104             | 12 de novembre de 2001 | Socorro              | LINEAR                   |
| 232079 | 2001 VQ113             | 12 de novembre de 2001 | Socorro              | LINEAR                   |
| 232080 | 2001 VW113             | 12 de novembre de 2001 | Socorro              | LINEAR                   |
| 232081 | 2001 WD14              | 17 de novembre de 2001 | Socorro              | LINEAR                   |
| 232082 | 2001 WS26              | 17 de novembre de 2001 | Socorro              | LINEAR                   |
| 232083 | 2001 WS44              | 18 de novembre de 2001 | Socorro              | LINEAR                   |
| 232084 | 2001 WS47              | 19 de novembre de 2001 | Anderson Mesa        | LONEOS                   |
| 232085 | 2001 WC49              | 19 de novembre de 2001 | Kitt Peak            | Spacewatch               |
| 232086 | 2001 WL54              | 19 de novembre de 2001 | Socorro              | LINEAR                   |
| 232087 | 2001 WW84              | 20 de novembre de 2001 | Socorro              | LINEAR                   |
| 232088 | 2001 WA94              | 20 de novembre de 2001 | Socorro              | LINEAR                   |
| 232089 | 2001 WP98              | 19 de novembre de 2001 | Anderson Mesa        | LONEOS                   |
| 232090 | 2001 XY16              | 9 de desembre de 2001  | Socorro              | LINEAR                   |
| 232091 | 2001 XC31              | 9 de desembre de 2001  | Socorro              | LINEAR                   |
| 232092 | 2001 XS33              | 7 de desembre de 2001  | Socorro              | LINEAR                   |
| 232093 | 2001 XV46              | 9 de desembre de 2001  | Socorro              | LINEAR                   |
| 232094 | 2001 XP54              | 10 de desembre de 2001 | Socorro              | LINEAR                   |
| 232095 | 2001 XV91              | 10 de desembre de 2001 | Socorro              | LINEAR                   |
| 232096 | 2001 XN107             | 10 de desembre de 2001 | Socorro              | LINEAR                   |
| 232097 | 2001 XH110             | 11 de desembre de 2001 | Socorro              | LINEAR                   |
| 232098 | 2001 XR132             | 14 de desembre de 2001 | Socorro              | LINEAR                   |
| 232099 | 2001 XY133             | 14 de desembre de 2001 | Socorro              | LINEAR                   |
| 232100 | 2001 XG141             | 14 de desembre de 2001 | Socorro              | LINEAR                   |

## 232101-232200
| Nom    | Designació provisional | Data de descobriment   | Lloc de descobriment | Descobridor/s              |
| ------ | ---------------------- | ---------------------- | -------------------- | -------------------------- |
| 232101 | 2001 XR143             | 14 de desembre de 2001 | Socorro              | LINEAR                     |
| 232102 | 2001 XV178             | 14 de desembre de 2001 | Socorro              | LINEAR                     |
| 232103 | 2001 XN204             | 11 de desembre de 2001 | Socorro              | LINEAR                     |
| 232104 | 2001 XQ206             | 11 de desembre de 2001 | Socorro              | LINEAR                     |
| 232105 | 2001 XT217             | 14 de desembre de 2001 | Socorro              | LINEAR                     |
| 232106 | 2001 XK220             | 15 de desembre de 2001 | Socorro              | LINEAR                     |
| 232107 | 2001 XP224             | 15 de desembre de 2001 | Socorro              | LINEAR                     |
| 232108 | 2001 XV236             | 15 de desembre de 2001 | Socorro              | LINEAR                     |
| 232109 | 2001 XS253             | 14 de desembre de 2001 | Socorro              | LINEAR                     |
| 232110 | 2001 XH258             | 8 de desembre de 2001  | Anderson Mesa        | LONEOS                     |
| 232111 | 2001 XD267             | 9 de desembre de 2001  | Socorro              | LINEAR                     |
| 232112 | 2001 YK7               | 17 de desembre de 2001 | Socorro              | LINEAR                     |
| 232113 | 2001 YN35              | 18 de desembre de 2001 | Socorro              | LINEAR                     |
| 232114 | 2001 YE50              | 18 de desembre de 2001 | Socorro              | LINEAR                     |
| 232115 | 2001 YU56              | 18 de desembre de 2001 | Socorro              | LINEAR                     |
| 232116 | 2001 YO67              | 18 de desembre de 2001 | Socorro              | LINEAR                     |
| 232117 | 2001 YN88              | 18 de desembre de 2001 | Socorro              | LINEAR                     |
| 232118 | 2001 YW122             | 17 de desembre de 2001 | Socorro              | LINEAR                     |
| 232119 | 2001 YW141             | 17 de desembre de 2001 | Socorro              | LINEAR                     |
| 232120 | 2001 YC146             | 18 de desembre de 2001 | Palomar              | NEAT                       |
| 232121 | 2002 AP24              | 8 de gener de 2002     | Palomar              | NEAT                       |
| 232122 | 2002 AC43              | 9 de gener de 2002     | Socorro              | LINEAR                     |
| 232123 | 2002 AR50              | 9 de gener de 2002     | Socorro              | LINEAR                     |
| 232124 | 2002 AK85              | 9 de gener de 2002     | Socorro              | LINEAR                     |
| 232125 | 2002 AG105             | 9 de gener de 2002     | Socorro              | LINEAR                     |
| 232126 | 2002 AE114             | 9 de gener de 2002     | Socorro              | LINEAR                     |
| 232127 | 2002 AU134             | 9 de gener de 2002     | Socorro              | LINEAR                     |
| 232128 | 2002 AS137             | 9 de gener de 2002     | Socorro              | LINEAR                     |
| 232129 | 2002 AN141             | 13 de gener de 2002    | Socorro              | LINEAR                     |
| 232130 | 2002 AZ173             | 14 de gener de 2002    | Socorro              | LINEAR                     |
| 232131 | 2002 AO184             | 7 de gener de 2002     | Anderson Mesa        | LONEOS                     |
| 232132 | 2002 AQ187             | 8 de gener de 2002     | Haleakala            | NEAT                       |
| 232133 | 2002 BE3               | 18 de gener de 2002    | Anderson Mesa        | LONEOS                     |
| 232134 | 2002 BQ20              | 23 de gener de 2002    | Socorro              | LINEAR                     |
| 232135 | 2002 BS27              | 20 de gener de 2002    | Anderson Mesa        | LONEOS                     |
| 232136 | 2002 BP28              | 19 de gener de 2002    | Anderson Mesa        | LONEOS                     |
| 232137 | 2002 CE1               | 2 de febrer de 2002    | Cima Ekar            | Asiago-DLR Asteroid Survey |
| 232138 | 2002 CF3               | 3 de febrer de 2002    | Palomar              | NEAT                       |
| 232139 | 2002 CR4               | 3 de febrer de 2002    | Haleakala            | NEAT                       |
| 232140 | 2002 CF7               | 1 de febrer de 2002    | Socorro              | LINEAR                     |
| 232141 | 2002 CR13              | 8 de febrer de 2002    | Desert Eagle         | W. K. Y. Yeung             |
| 232142 | 2002 CQ16              | 6 de febrer de 2002    | Socorro              | LINEAR                     |
| 232143 | 2002 CW25              | 10 de febrer de 2002   | Socorro              | LINEAR                     |
| 232144 | 2002 CB29              | 6 de febrer de 2002    | Socorro              | LINEAR                     |
| 232145 | 2002 CX45              | 8 de febrer de 2002    | Palomar              | NEAT                       |
| 232146 | 2002 CR70              | 7 de febrer de 2002    | Socorro              | LINEAR                     |
| 232147 | 2002 CC148             | 10 de febrer de 2002   | Socorro              | LINEAR                     |
| 232148 | 2002 CG148             | 10 de febrer de 2002   | Socorro              | LINEAR                     |
| 232149 | 2002 CL175             | 10 de febrer de 2002   | Socorro              | LINEAR                     |
| 232150 | 2002 CY177             | 10 de febrer de 2002   | Socorro              | LINEAR                     |
| 232151 | 2002 CB180             | 10 de febrer de 2002   | Socorro              | LINEAR                     |
| 232152 | 2002 CD188             | 10 de febrer de 2002   | Socorro              | LINEAR                     |
| 232153 | 2002 CB196             | 10 de febrer de 2002   | Socorro              | LINEAR                     |
| 232154 | 2002 CG203             | 10 de febrer de 2002   | Socorro              | LINEAR                     |
| 232155 | 2002 CF220             | 10 de febrer de 2002   | Socorro              | LINEAR                     |
| 232156 | 2002 CP232             | 10 de febrer de 2002   | Socorro              | LINEAR                     |
| 232157 | 2002 CY233             | 11 de febrer de 2002   | Socorro              | LINEAR                     |
| 232158 | 2002 CG245             | 13 de febrer de 2002   | Socorro              | LINEAR                     |
| 232159 | 2002 CB256             | 4 de febrer de 2002    | Anderson Mesa        | LONEOS                     |
| 232160 | 2002 CW258             | 6 de febrer de 2002    | Anderson Mesa        | LONEOS                     |
| 232161 | 2002 CN261             | 7 de febrer de 2002    | Haleakala            | NEAT                       |
| 232162 | 2002 CM289             | 10 de febrer de 2002   | Socorro              | LINEAR                     |
| 232163 | 2002 CH294             | 10 de febrer de 2002   | Socorro              | LINEAR                     |
| 232164 | 2002 CT299             | 10 de febrer de 2002   | Anderson Mesa        | LONEOS                     |
| 232165 | 2002 CC308             | 10 de febrer de 2002   | Socorro              | LINEAR                     |
| 232166 | 2002 DE4               | 21 de febrer de 2002   | Socorro              | LINEAR                     |
| 232167 | 2002 DC10              | 19 de febrer de 2002   | Socorro              | LINEAR                     |
| 232168 | 2002 EF3               | 10 de març de 2002     | Haleakala            | NEAT                       |
| 232169 | 2002 EE16              | 6 de març de 2002      | Palomar              | NEAT                       |
| 232170 | 2002 EP22              | 10 de març de 2002     | Haleakala            | NEAT                       |
| 232171 | 2002 EV23              | 5 de març de 2002      | Kitt Peak            | Spacewatch                 |
| 232172 | 2002 EH28              | 9 de març de 2002      | Socorro              | LINEAR                     |
| 232173 | 2002 EQ38              | 12 de març de 2002     | Kitt Peak            | Spacewatch                 |
| 232174 | 2002 EV53              | 13 de març de 2002     | Socorro              | LINEAR                     |
| 232175 | 2002 EA55              | 9 de març de 2002      | Socorro              | LINEAR                     |
| 232176 | 2002 EK58              | 13 de març de 2002     | Socorro              | LINEAR                     |
| 232177 | 2002 ED62              | 13 de març de 2002     | Socorro              | LINEAR                     |
| 232178 | 2002 EV64              | 13 de març de 2002     | Socorro              | LINEAR                     |
| 232179 | 2002 EQ65              | 13 de març de 2002     | Socorro              | LINEAR                     |
| 232180 | 2002 ET65              | 13 de març de 2002     | Socorro              | LINEAR                     |
| 232181 | 2002 EP68              | 13 de març de 2002     | Socorro              | LINEAR                     |
| 232182 | 2002 ET73              | 13 de març de 2002     | Socorro              | LINEAR                     |
| 232183 | 2002 ET87              | 9 de març de 2002      | Socorro              | LINEAR                     |
| 232184 | 2002 EP102             | 6 de març de 2002      | Palomar              | NEAT                       |
| 232185 | 2002 EW121             | 12 de març de 2002     | Palomar              | NEAT                       |
| 232186 | 2002 EZ125             | 12 de març de 2002     | Kitt Peak            | Spacewatch                 |
| 232187 | 2002 EM138             | 12 de març de 2002     | Palomar              | NEAT                       |
| 232188 | 2002 EG139             | 12 de març de 2002     | Kitt Peak            | Spacewatch                 |
| 232189 | 2002 FM4               | 20 de març de 2002     | Desert Eagle         | W. K. Y. Yeung             |
| 232190 | 2002 FZ22              | 17 de març de 2002     | Kitt Peak            | Spacewatch                 |
| 232191 | 2002 FK25              | 19 de març de 2002     | Palomar              | NEAT                       |
| 232192 | 2002 FP37              | 31 de març de 2002     | Palomar              | NEAT                       |
| 232193 | 2002 FY37              | 31 de març de 2002     | Palomar              | NEAT                       |
| 232194 | 2002 GJ                | 2 d'abril de 2002      | Palomar              | NEAT                       |
| 232195 | 2002 GG2               | 4 d'abril de 2002      | Palomar              | NEAT                       |
| 232196 | 2002 GR17              | 15 d'abril de 2002     | Socorro              | LINEAR                     |
| 232197 | 2002 GT54              | 5 d'abril de 2002      | Palomar              | NEAT                       |
| 232198 | 2002 GX59              | 8 d'abril de 2002      | Palomar              | NEAT                       |
| 232199 | 2002 GS60              | 8 d'abril de 2002      | Palomar              | NEAT                       |
| 232200 | 2002 GX63              | 8 d'abril de 2002      | Palomar              | NEAT                       |

## 232201-232300
| Nom    | Designació provisional | Data de descobriment   | Lloc de descobriment | Descobridor/s        |
| ------ | ---------------------- | ---------------------- | -------------------- | -------------------- |
| 232201 | 2002 GM90              | 8 d'abril de 2002      | Kitt Peak            | Spacewatch           |
| 232202 | 2002 GP90              | 8 d'abril de 2002      | Palomar              | NEAT                 |
| 232203 | 2002 GY100             | 10 d'abril de 2002     | Socorro              | LINEAR               |
| 232204 | 2002 GX104             | 10 d'abril de 2002     | Socorro              | LINEAR               |
| 232205 | 2002 GK106             | 11 d'abril de 2002     | Anderson Mesa        | LONEOS               |
| 232206 | 2002 GN107             | 11 d'abril de 2002     | Socorro              | LINEAR               |
| 232207 | 2002 GO111             | 10 d'abril de 2002     | Socorro              | LINEAR               |
| 232208 | 2002 GM123             | 11 d'abril de 2002     | Palomar              | NEAT                 |
| 232209 | 2002 GC142             | 13 d'abril de 2002     | Palomar              | NEAT                 |
| 232210 | 2002 GP144             | 11 d'abril de 2002     | Palomar              | NEAT                 |
| 232211 | 2002 GR147             | 13 d'abril de 2002     | Palomar              | NEAT                 |
| 232212 | 2002 GD166             | 15 d'abril de 2002     | Anderson Mesa        | LONEOS               |
| 232213 | 2002 GT168             | 9 d'abril de 2002      | Socorro              | LINEAR               |
| 232214 | 2002 HK11              | 22 d'abril de 2002     | Palomar              | NEAT                 |
| 232215 | 2002 HS11              | 22 d'abril de 2002     | Socorro              | LINEAR               |
| 232216 | 2002 HV11              | 22 d'abril de 2002     | Socorro              | LINEAR               |
| 232217 | 2002 HF13              | 22 d'abril de 2002     | Socorro              | LINEAR               |
| 232218 | 2002 HZ14              | 17 d'abril de 2002     | Socorro              | LINEAR               |
| 232219 | 2002 JN9               | 7 de maig de 2002      | Kitt Peak            | Spacewatch           |
| 232220 | 2002 JZ31              | 9 de maig de 2002      | Socorro              | LINEAR               |
| 232221 | 2002 JF99              | 13 de maig de 2002     | Palomar              | NEAT                 |
| 232222 | 2002 JG99              | 13 de maig de 2002     | Palomar              | NEAT                 |
| 232223 | 2002 JP120             | 5 de maig de 2002      | Palomar              | NEAT                 |
| 232224 | 2002 JX120             | 5 de maig de 2002      | Palomar              | NEAT                 |
| 232225 | 2002 JZ121             | 5 de maig de 2002      | Palomar              | NEAT                 |
| 232226 | 2002 JS134             | 9 de maig de 2002      | Palomar              | NEAT                 |
| 232227 | 2002 JX135             | 9 de maig de 2002      | Palomar              | NEAT                 |
| 232228 | 2002 KG14              | 30 de maig de 2002     | Palomar              | NEAT                 |
| 232229 | 2002 KL15              | 30 de maig de 2002     | Palomar              | NEAT                 |
| 232230 | 2002 LP2               | 1 de juny de 2002      | Socorro              | LINEAR               |
| 232231 | 2002 LD21              | 6 de juny de 2002      | Socorro              | LINEAR               |
| 232232 | 2002 LM53              | 9 de juny de 2002      | Palomar              | NEAT                 |
| 232233 | 2002 LE61              | 2 de juny de 2002      | Palomar              | NEAT                 |
| 232234 | 2002 NL5               | 10 de juliol de 2002   | Campo Imperatore     | CINEOS               |
| 232235 | 2002 NT14              | 5 de juliol de 2002    | Socorro              | LINEAR               |
| 232236 | 2002 NO19              | 9 de juliol de 2002    | Socorro              | LINEAR               |
| 232237 | 2002 NK37              | 9 de juliol de 2002    | Socorro              | LINEAR               |
| 232238 | 2002 NA45              | 12 de juliol de 2002   | Palomar              | NEAT                 |
| 232239 | 2002 ND60              | 4 de juliol de 2002    | Palomar              | NEAT                 |
| 232240 | 2002 NG66              | 9 de juliol de 2002    | Palomar              | NEAT                 |
| 232241 | 2002 OA7               | 20 de juliol de 2002   | Palomar              | NEAT                 |
| 232242 | 2002 OH8               | 18 de juliol de 2002   | Palomar              | NEAT                 |
| 232243 | 2002 OG27              | 22 de juliol de 2002   | Palomar              | NEAT                 |
| 232244 | 2002 PU2               | 3 d'agost de 2002      | Palomar              | NEAT                 |
| 232245 | 2002 PZ4               | 4 d'agost de 2002      | Palomar              | NEAT                 |
| 232246 | 2002 PT14              | 6 d'agost de 2002      | Palomar              | NEAT                 |
| 232247 | 2002 PJ19              | 6 d'agost de 2002      | Palomar              | NEAT                 |
| 232248 | 2002 PB20              | 6 d'agost de 2002      | Palomar              | NEAT                 |
| 232249 | 2002 PT24              | 6 d'agost de 2002      | Palomar              | NEAT                 |
| 232250 | 2002 PG31              | 6 d'agost de 2002      | Palomar              | NEAT                 |
| 232251 | 2002 PO62              | 8 d'agost de 2002      | Palomar              | NEAT                 |
| 232252 | 2002 PZ65              | 5 d'agost de 2002      | Campo Imperatore     | CINEOS               |
| 232253 | 2002 PC70              | 11 d'agost de 2002     | Socorro              | LINEAR               |
| 232254 | 2002 PP107             | 13 d'agost de 2002     | Palomar              | NEAT                 |
| 232255 | 2002 PY121             | 13 d'agost de 2002     | Anderson Mesa        | LONEOS               |
| 232256 | 2002 PA131             | 6 d'agost de 2002      | Palomar              | NEAT                 |
| 232257 | 2002 PT135             | 14 d'agost de 2002     | Socorro              | LINEAR               |
| 232258 | 2002 PU136             | 15 d'agost de 2002     | Anderson Mesa        | LONEOS               |
| 232259 | 2002 PK152             | 10 d'agost de 2002     | Cerro Tololo         | M. W. Buie           |
| 232260 | 2002 PA161             | 8 d'agost de 2002      | Palomar              | S. F. Hoenig         |
| 232261 | 2002 PZ162             | 8 d'agost de 2002      | Palomar              | S. F. Hoenig         |
| 232262 | 2002 PD163             | 8 d'agost de 2002      | Palomar              | S. F. Hoenig         |
| 232263 | 2002 QV11              | 26 d'agost de 2002     | Palomar              | NEAT                 |
| 232264 | 2002 QZ19              | 28 d'agost de 2002     | Palomar              | NEAT                 |
| 232265 | 2002 QY26              | 27 d'agost de 2002     | Palomar              | NEAT                 |
| 232266 | 2002 QM38              | 30 d'agost de 2002     | Kitt Peak            | Spacewatch           |
| 232267 | 2002 QS49              | 29 d'agost de 2002     | Palomar              | R. Matson            |
| 232268 | 2002 QH51              | 16 d'agost de 2002     | Palomar              | A. Lowe              |
| 232269 | 2002 QG77              | 17 d'agost de 2002     | Palomar              | NEAT                 |
| 232270 | 2002 QD79              | 16 d'agost de 2002     | Palomar              | NEAT                 |
| 232271 | 2002 QE93              | 19 d'agost de 2002     | Palomar              | NEAT                 |
| 232272 | 2002 QS99              | 19 d'agost de 2002     | Palomar              | NEAT                 |
| 232273 | 2002 QR103             | 17 d'agost de 2002     | Palomar              | NEAT                 |
| 232274 | 2002 QU103             | 19 d'agost de 2002     | Palomar              | NEAT                 |
| 232275 | 2002 QN136             | 18 d'agost de 2002     | Palomar              | NEAT                 |
| 232276 | 2002 QC138             | 17 d'agost de 2002     | Palomar              | NEAT                 |
| 232277 | 2002 RW                | 1 de setembre de 2002  | Haleakala            | NEAT                 |
| 232278 | 2002 RQ20              | 4 de setembre de 2002  | Anderson Mesa        | LONEOS               |
| 232279 | 2002 RV41              | 5 de setembre de 2002  | Socorro              | LINEAR               |
| 232280 | 2002 RB59              | 5 de setembre de 2002  | Anderson Mesa        | LONEOS               |
| 232281 | 2002 RK73              | 5 de setembre de 2002  | Socorro              | LINEAR               |
| 232282 | 2002 RS73              | 5 de setembre de 2002  | Socorro              | LINEAR               |
| 232283 | 2002 RD74              | 5 de setembre de 2002  | Socorro              | LINEAR               |
| 232284 | 2002 RE128             | 10 de setembre de 2002 | Palomar              | NEAT                 |
| 232285 | 2002 RK129             | 11 de setembre de 2002 | Palomar              | NEAT                 |
| 232286 | 2002 RU129             | 10 de setembre de 2002 | Palomar              | NEAT                 |
| 232287 | 2002 RV138             | 10 de setembre de 2002 | Palomar              | NEAT                 |
| 232288 | 2002 RO165             | 13 de setembre de 2002 | Palomar              | NEAT                 |
| 232289 | 2002 RT178             | 14 de setembre de 2002 | Kitt Peak            | Spacewatch           |
| 232290 | 2002 RE180             | 14 de setembre de 2002 | Kitt Peak            | Spacewatch           |
| 232291 | 2002 RR181             | 13 de setembre de 2002 | Goodricke-Pigott     | R. A. Tucker         |
| 232292 | 2002 RD192             | 12 de setembre de 2002 | Palomar              | NEAT                 |
| 232293 | 2002 RJ193             | 12 de setembre de 2002 | Palomar              | NEAT                 |
| 232294 | 2002 RK198             | 13 de setembre de 2002 | Palomar              | NEAT                 |
| 232295 | 2002 RC202             | 13 de setembre de 2002 | Haleakala            | NEAT                 |
| 232296 | 2002 RU232             | 11 de setembre de 2002 | Palomar              | M. White, M. Collins |
| 232297 | 2002 RL233             | 14 de setembre de 2002 | Palomar              | R. Matson            |
| 232298 | 2002 RN236             | 12 de setembre de 2002 | Palomar              | R. Matson            |
| 232299 | 2002 RC245             | 12 de setembre de 2002 | Palomar              | NEAT                 |
| 232300 | 2002 RC246             | 1 de setembre de 2002  | Palomar              | NEAT                 |

## 232301-232400
| Nom    | Designació provisional | Data de descobriment   | Lloc de descobriment | Descobridor/s            |
| ------ | ---------------------- | ---------------------- | -------------------- | ------------------------ |
| 232301 | 2002 RT249             | 14 de setembre de 2002 | Palomar              | NEAT                     |
| 232302 | 2002 RY249             | 9 de setembre de 2002  | Palomar              | NEAT                     |
| 232303 | 2002 RN250             | 13 de setembre de 2002 | Palomar              | NEAT                     |
| 232304 | 2002 RW263             | 5 de setembre de 2002  | Apache Point         | Sloan Digital Sky Survey |
| 232305 | 2002 RA272             | 1 de setembre de 2002  | Palomar              | NEAT                     |
| 232306 | 2002 RP280             | 14 de setembre de 2002 | Palomar              | NEAT                     |
| 232307 | 2002 SN14              | 27 de setembre de 2002 | Palomar              | NEAT                     |
| 232308 | 2002 TH24              | 2 d'octubre de 2002    | Socorro              | LINEAR                   |
| 232309 | 2002 TO31              | 2 d'octubre de 2002    | Socorro              | LINEAR                   |
| 232310 | 2002 TH34              | 2 d'octubre de 2002    | Socorro              | LINEAR                   |
| 232311 | 2002 TD37              | 2 d'octubre de 2002    | Socorro              | LINEAR                   |
| 232312 | 2002 TS73              | 3 d'octubre de 2002    | Palomar              | NEAT                     |
| 232313 | 2002 TN74              | 1 d'octubre de 2002    | Anderson Mesa        | LONEOS                   |
| 232314 | 2002 TL93              | 3 d'octubre de 2002    | Palomar              | NEAT                     |
| 232315 | 2002 TM94              | 3 d'octubre de 2002    | Socorro              | LINEAR                   |
| 232316 | 2002 TY98              | 3 d'octubre de 2002    | Socorro              | LINEAR                   |
| 232317 | 2002 TV101             | 4 d'octubre de 2002    | Socorro              | LINEAR                   |
| 232318 | 2002 TL103             | 4 d'octubre de 2002    | Socorro              | LINEAR                   |
| 232319 | 2002 TL105             | 4 d'octubre de 2002    | Anderson Mesa        | LONEOS                   |
| 232320 | 2002 TZ112             | 3 d'octubre de 2002    | Palomar              | NEAT                     |
| 232321 | 2002 TM113             | 3 d'octubre de 2002    | Palomar              | NEAT                     |
| 232322 | 2002 TR128             | 4 d'octubre de 2002    | Palomar              | NEAT                     |
| 232323 | 2002 TA138             | 4 d'octubre de 2002    | Anderson Mesa        | LONEOS                   |
| 232324 | 2002 TN142             | 3 d'octubre de 2002    | Socorro              | LINEAR                   |
| 232325 | 2002 TH149             | 5 d'octubre de 2002    | Palomar              | NEAT                     |
| 232326 | 2002 TV150             | 5 d'octubre de 2002    | Palomar              | NEAT                     |
| 232327 | 2002 TU163             | 5 d'octubre de 2002    | Palomar              | NEAT                     |
| 232328 | 2002 TK169             | 3 d'octubre de 2002    | Palomar              | NEAT                     |
| 232329 | 2002 TV169             | 3 d'octubre de 2002    | Palomar              | NEAT                     |
| 232330 | 2002 TY182             | 4 d'octubre de 2002    | Socorro              | LINEAR                   |
| 232331 | 2002 TT186             | 4 d'octubre de 2002    | Socorro              | LINEAR                   |
| 232332 | 2002 TZ187             | 4 d'octubre de 2002    | Socorro              | LINEAR                   |
| 232333 | 2002 TJ189             | 5 d'octubre de 2002    | Socorro              | LINEAR                   |
| 232334 | 2002 TL202             | 4 d'octubre de 2002    | Socorro              | LINEAR                   |
| 232335 | 2002 TN202             | 4 d'octubre de 2002    | Socorro              | LINEAR                   |
| 232336 | 2002 TV289             | 10 d'octubre de 2002   | Socorro              | LINEAR                   |
| 232337 | 2002 TL296             | 11 d'octubre de 2002   | Socorro              | LINEAR                   |
| 232338 | 2002 TH298             | 12 d'octubre de 2002   | Socorro              | LINEAR                   |
| 232339 | 2002 TM312             | 4 d'octubre de 2002    | Apache Point         | Sloan Digital Sky Survey |
| 232340 | 2002 TP338             | 5 d'octubre de 2002    | Apache Point         | Sloan Digital Sky Survey |
| 232341 | 2002 TE348             | 5 d'octubre de 2002    | Apache Point         | Sloan Digital Sky Survey |
| 232342 | 2002 TE379             | 5 d'octubre de 2002    | Palomar              | NEAT                     |
| 232343 | 2002 UR39              | 31 d'octubre de 2002   | Palomar              | NEAT                     |
| 232344 | 2002 UD53              | 29 d'octubre de 2002   | Apache Point         | Sloan Digital Sky Survey |
| 232345 | 2002 UX72              | 20 d'octubre de 2002   | Palomar              | NEAT                     |
| 232346 | 2002 VR22              | 5 de novembre de 2002  | Socorro              | LINEAR                   |
| 232347 | 2002 VQ40              | 6 de novembre de 2002  | Haleakala            | NEAT                     |
| 232348 | 2002 VA60              | 3 de novembre de 2002  | Haleakala            | NEAT                     |
| 232349 | 2002 VS67              | 8 de novembre de 2002  | Socorro              | LINEAR                   |
| 232350 | 2002 VR79              | 7 de novembre de 2002  | Socorro              | LINEAR                   |
| 232351 | 2002 VM120             | 12 de novembre de 2002 | Palomar              | NEAT                     |
| 232352 | 2002 VB143             | 12 de novembre de 2002 | Palomar              | NEAT                     |
| 232353 | 2002 WR2               | 23 de novembre de 2002 | Palomar              | NEAT                     |
| 232354 | 2002 WO15              | 28 de novembre de 2002 | Anderson Mesa        | LONEOS                   |
| 232355 | 2002 WC20              | 25 de novembre de 2002 | Palomar              | S. F. Hoenig             |
| 232356 | 2002 WB23              | 24 de novembre de 2002 | Palomar              | NEAT                     |
| 232357 | 2002 XT16              | 3 de desembre de 2002  | Palomar              | NEAT                     |
| 232358 | 2002 XW49              | 10 de desembre de 2002 | Socorro              | LINEAR                   |
| 232359 | 2002 XS52              | 10 de desembre de 2002 | Socorro              | LINEAR                   |
| 232360 | 2002 XB67              | 10 de desembre de 2002 | Palomar              | NEAT                     |
| 232361 | 2002 XC70              | 10 de desembre de 2002 | Palomar              | NEAT                     |
| 232362 | 2002 XG87              | 11 de desembre de 2002 | Socorro              | LINEAR                   |
| 232363 | 2002 XT91              | 4 de desembre de 2002  | Kitt Peak            | M. W. Buie               |
| 232364 | 2002 XW103             | 5 de desembre de 2002  | Socorro              | LINEAR                   |
| 232365 | 2002 XN109             | 6 de desembre de 2002  | Socorro              | LINEAR                   |
| 232366 | 2002 YX26              | 31 de desembre de 2002 | Socorro              | LINEAR                   |
| 232367 | 2003 AZ1               | 2 de gener de 2003     | Socorro              | LINEAR                   |
| 232368 | 2003 AZ2               | 2 de gener de 2003     | Socorro              | LINEAR                   |
| 232369 | 2003 AV20              | 5 de gener de 2003     | Socorro              | LINEAR                   |
| 232370 | 2003 AS22              | 5 de gener de 2003     | Anderson Mesa        | LONEOS                   |
| 232371 | 2003 AO25              | 4 de gener de 2003     | Socorro              | LINEAR                   |
| 232372 | 2003 AQ34              | 7 de gener de 2003     | Socorro              | LINEAR                   |
| 232373 | 2003 AF62              | 8 de gener de 2003     | Socorro              | LINEAR                   |
| 232374 | 2003 AA87              | 1 de gener de 2003     | Socorro              | LINEAR                   |
| 232375 | 2003 AA90              | 4 de gener de 2003     | Socorro              | LINEAR                   |
| 232376 | 2003 BU                | 24 de gener de 2003    | Palomar              | NEAT                     |
| 232377 | 2003 BN13              | 26 de gener de 2003    | Palomar              | NEAT                     |
| 232378 | 2003 BJ15              | 26 de gener de 2003    | Haleakala            | NEAT                     |
| 232379 | 2003 BT17              | 27 de gener de 2003    | Socorro              | LINEAR                   |
| 232380 | 2003 BD33              | 27 de gener de 2003    | Socorro              | LINEAR                   |
| 232381 | 2003 BP43              | 27 de gener de 2003    | Socorro              | LINEAR                   |
| 232382 | 2003 BT47              | 31 de gener de 2003    | Socorro              | LINEAR                   |
| 232383 | 2003 BV49              | 27 de gener de 2003    | Anderson Mesa        | LONEOS                   |
| 232384 | 2003 BW49              | 27 de gener de 2003    | Anderson Mesa        | LONEOS                   |
| 232385 | 2003 BS51              | 27 de gener de 2003    | Socorro              | LINEAR                   |
| 232386 | 2003 BA54              | 27 de gener de 2003    | Anderson Mesa        | LONEOS                   |
| 232387 | 2003 BM58              | 27 de gener de 2003    | Socorro              | LINEAR                   |
| 232388 | 2003 BN61              | 27 de gener de 2003    | Haleakala            | NEAT                     |
| 232389 | 2003 BP62              | 28 de gener de 2003    | Palomar              | NEAT                     |
| 232390 | 2003 BU67              | 27 de gener de 2003    | Socorro              | LINEAR                   |
| 232391 | 2003 BC84              | 31 de gener de 2003    | Socorro              | LINEAR                   |
| 232392 | 2003 BF85              | 31 de gener de 2003    | Socorro              | LINEAR                   |
| 232393 | 2003 BB88              | 27 de gener de 2003    | Socorro              | LINEAR                   |
| 232394 | 2003 BK88              | 27 de gener de 2003    | Anderson Mesa        | LONEOS                   |
| 232395 | 2003 BU89              | 28 de gener de 2003    | Socorro              | LINEAR                   |
| 232396 | 2003 CD                | 1 de febrer de 2003    | Socorro              | LINEAR                   |
| 232397 | 2003 CX3               | 3 de febrer de 2003    | Socorro              | LINEAR                   |
| 232398 | 2003 CB6               | 1 de febrer de 2003    | Socorro              | LINEAR                   |
| 232399 | 2003 CA9               | 2 de febrer de 2003    | Anderson Mesa        | LONEOS                   |
| 232400 | 2003 CE9               | 2 de febrer de 2003    | Socorro              | LINEAR                   |

## 232401-232500
| Nom    | Designació provisional | Data de descobriment | Lloc de descobriment | Descobridor/s              |
| ------ | ---------------------- | -------------------- | -------------------- | -------------------------- |
| 232401 | 2003 CR12              | 2 de febrer de 2003  | Palomar              | NEAT                       |
| 232402 | 2003 CG16              | 7 de febrer de 2003  | Palomar              | NEAT                       |
| 232403 | 2003 CB25              | 4 de febrer de 2003  | Socorro              | LINEAR                     |
| 232404 | 2003 DZ1               | 21 de febrer de 2003 | Palomar              | NEAT                       |
| 232405 | 2003 DH11              | 23 de febrer de 2003 | Kitt Peak            | Spacewatch                 |
| 232406 | 2003 DA19              | 21 de febrer de 2003 | Palomar              | NEAT                       |
| 232407 | 2003 DD22              | 28 de febrer de 2003 | Socorro              | LINEAR                     |
| 232408 | 2003 EY                | 5 de març de 2003    | Socorro              | LINEAR                     |
| 232409 | 2003 EU1               | 4 de març de 2003    | St. Veran            | St. Veran                  |
| 232410 | 2003 EQ2               | 5 de març de 2003    | Socorro              | LINEAR                     |
| 232411 | 2003 EB3               | 6 de març de 2003    | Socorro              | LINEAR                     |
| 232412 | 2003 EL3               | 6 de març de 2003    | Socorro              | LINEAR                     |
| 232413 | 2003 EO3               | 6 de març de 2003    | Socorro              | LINEAR                     |
| 232414 | 2003 EH9               | 6 de març de 2003    | Socorro              | LINEAR                     |
| 232415 | 2003 EM9               | 6 de març de 2003    | Anderson Mesa        | LONEOS                     |
| 232416 | 2003 EH12              | 6 de març de 2003    | Socorro              | LINEAR                     |
| 232417 | 2003 EU17              | 6 de març de 2003    | Cima Ekar            | Asiago-DLR Asteroid Survey |
| 232418 | 2003 EQ26              | 6 de març de 2003    | Anderson Mesa        | LONEOS                     |
| 232419 | 2003 EP28              | 6 de març de 2003    | Socorro              | LINEAR                     |
| 232420 | 2003 EF40              | 8 de març de 2003    | Kitt Peak            | Spacewatch                 |
| 232421 | 2003 EZ42              | 10 de març de 2003   | Socorro              | LINEAR                     |
| 232422 | 2003 EQ47              | 9 de març de 2003    | Anderson Mesa        | LONEOS                     |
| 232423 | 2003 EP48              | 9 de març de 2003    | Socorro              | LINEAR                     |
| 232424 | 2003 EQ55              | 9 de març de 2003    | Kitt Peak            | Spacewatch                 |
| 232425 | 2003 ES63              | 13 de març de 2003   | Kitt Peak            | Spacewatch                 |
| 232426 | 2003 FR1               | 24 de març de 2003   | Socorro              | LINEAR                     |
| 232427 | 2003 FD15              | 23 de març de 2003   | Catalina             | CSS                        |
| 232428 | 2003 FC19              | 24 de març de 2003   | Kitt Peak            | Spacewatch                 |
| 232429 | 2003 FM21              | 24 de març de 2003   | Haleakala            | NEAT                       |
| 232430 | 2003 FJ26              | 24 de març de 2003   | Kitt Peak            | Spacewatch                 |
| 232431 | 2003 FH36              | 23 de març de 2003   | Kitt Peak            | Spacewatch                 |
| 232432 | 2003 FW40              | 25 de març de 2003   | Palomar              | NEAT                       |
| 232433 | 2003 FL50              | 25 de març de 2003   | Palomar              | NEAT                       |
| 232434 | 2003 FJ56              | 26 de març de 2003   | Palomar              | NEAT                       |
| 232435 | 2003 FP62              | 26 de març de 2003   | Kitt Peak            | Spacewatch                 |
| 232436 | 2003 FB65              | 26 de març de 2003   | Palomar              | NEAT                       |
| 232437 | 2003 FH65              | 26 de març de 2003   | Palomar              | NEAT                       |
| 232438 | 2003 FH71              | 26 de març de 2003   | Kitt Peak            | Spacewatch                 |
| 232439 | 2003 FE72              | 26 de març de 2003   | Palomar              | NEAT                       |
| 232440 | 2003 FB78              | 27 de març de 2003   | Catalina             | CSS                        |
| 232441 | 2003 FX81              | 27 de març de 2003   | Kitt Peak            | Spacewatch                 |
| 232442 | 2003 FU89              | 29 de març de 2003   | Anderson Mesa        | LONEOS                     |
| 232443 | 2003 FQ93              | 29 de març de 2003   | Socorro              | LINEAR                     |
| 232444 | 2003 FA100             | 31 de març de 2003   | Kitt Peak            | Spacewatch                 |
| 232445 | 2003 FV100             | 31 de març de 2003   | Anderson Mesa        | LONEOS                     |
| 232446 | 2003 FY114             | 31 de març de 2003   | Socorro              | LINEAR                     |
| 232447 | 2003 FP120             | 24 de març de 2003   | Kitt Peak            | Spacewatch                 |
| 232448 | 2003 FR121             | 25 de març de 2003   | Anderson Mesa        | LONEOS                     |
| 232449 | 2003 FX127             | 31 de març de 2003   | Catalina             | CSS                        |
| 232450 | 2003 GG7               | 1 d'abril de 2003    | Socorro              | LINEAR                     |
| 232451 | 2003 GJ8               | 3 d'abril de 2003    | Anderson Mesa        | LONEOS                     |
| 232452 | 2003 GQ10              | 3 d'abril de 2003    | Haleakala            | NEAT                       |
| 232453 | 2003 GO12              | 1 d'abril de 2003    | Socorro              | LINEAR                     |
| 232454 | 2003 GN13              | 3 d'abril de 2003    | Anderson Mesa        | LONEOS                     |
| 232455 | 2003 GO13              | 4 d'abril de 2003    | Kitt Peak            | Spacewatch                 |
| 232456 | 2003 GJ36              | 5 d'abril de 2003    | Socorro              | LINEAR                     |
| 232457 | 2003 GM36              | 5 d'abril de 2003    | Kitt Peak            | Spacewatch                 |
| 232458 | 2003 GE40              | 9 d'abril de 2003    | Socorro              | LINEAR                     |
| 232459 | 2003 GM40              | 9 d'abril de 2003    | Palomar              | NEAT                       |
| 232460 | 2003 GK43              | 9 d'abril de 2003    | Socorro              | LINEAR                     |
| 232461 | 2003 GD51              | 8 d'abril de 2003    | Haleakala            | NEAT                       |
| 232462 | 2003 HH3               | 24 d'abril de 2003   | Anderson Mesa        | LONEOS                     |
| 232463 | 2003 HQ7               | 24 d'abril de 2003   | Anderson Mesa        | LONEOS                     |
| 232464 | 2003 HN9               | 24 d'abril de 2003   | Anderson Mesa        | LONEOS                     |
| 232465 | 2003 HP14              | 26 d'abril de 2003   | Haleakala            | NEAT                       |
| 232466 | 2003 HT14              | 26 d'abril de 2003   | Haleakala            | NEAT                       |
| 232467 | 2003 HG17              | 25 d'abril de 2003   | Anderson Mesa        | LONEOS                     |
| 232468 | 2003 HT20              | 24 d'abril de 2003   | Anderson Mesa        | LONEOS                     |
| 232469 | 2003 HL32              | 28 d'abril de 2003   | Anderson Mesa        | LONEOS                     |
| 232470 | 2003 HR37              | 28 d'abril de 2003   | Anderson Mesa        | LONEOS                     |
| 232471 | 2003 HE38              | 29 d'abril de 2003   | Socorro              | LINEAR                     |
| 232472 | 2003 HW47              | 30 d'abril de 2003   | Kitt Peak            | Spacewatch                 |
| 232473 | 2003 HS51              | 30 d'abril de 2003   | Haleakala            | NEAT                       |
| 232474 | 2003 JN1               | 1 de maig de 2003    | Socorro              | LINEAR                     |
| 232475 | 2003 JP7               | 2 de maig de 2003    | Socorro              | LINEAR                     |
| 232476 | 2003 JS13              | 5 de maig de 2003    | Anderson Mesa        | LONEOS                     |
| 232477 | 2003 JW14              | 5 de maig de 2003    | Socorro              | LINEAR                     |
| 232478 | 2003 KF3               | 23 de maig de 2003   | Kitt Peak            | Spacewatch                 |
| 232479 | 2003 KZ8               | 25 de maig de 2003   | Anderson Mesa        | LONEOS                     |
| 232480 | 2003 KE18              | 28 de maig de 2003   | Kitt Peak            | Spacewatch                 |
| 232481 | 2003 LF2               | 1 de juny de 2003    | Kitt Peak            | Spacewatch                 |
| 232482 | 2003 LD3               | 1 de juny de 2003    | Kitt Peak            | Spacewatch                 |
| 232483 | 2003 MC3               | 25 de juny de 2003   | Socorro              | LINEAR                     |
| 232484 | 2003 MS4               | 26 de juny de 2003   | Socorro              | LINEAR                     |
| 232485 | 2003 MJ5               | 26 de juny de 2003   | Socorro              | LINEAR                     |
| 232486 | 2003 NN                | 1 de juliol de 2003  | Socorro              | LINEAR                     |
| 232487 | 2003 NE12              | 3 de juliol de 2003  | Kitt Peak            | Spacewatch                 |
| 232488 | 2003 OW3               | 22 de juliol de 2003 | Campo Imperatore     | CINEOS                     |
| 232489 | 2003 OO5               | 23 de juliol de 2003 | Socorro              | LINEAR                     |
| 232490 | 2003 OR6               | 23 de juliol de 2003 | Palomar              | NEAT                       |
| 232491 | 2003 OB22              | 29 de juliol de 2003 | Socorro              | LINEAR                     |
| 232492 | 2003 OJ27              | 24 de juliol de 2003 | Palomar              | NEAT                       |
| 232493 | 2003 OQ27              | 24 de juliol de 2003 | Palomar              | NEAT                       |
| 232494 | 2003 OG31              | 30 de juliol de 2003 | Socorro              | LINEAR                     |
| 232495 | 2003 PT                | 1 d'agost de 2003    | Socorro              | LINEAR                     |
| 232496 | 2003 PV6               | 1 d'agost de 2003    | Socorro              | LINEAR                     |
| 232497 | 2003 PW7               | 2 d'agost de 2003    | Haleakala            | NEAT                       |
| 232498 | 2003 QT5               | 19 d'agost de 2003   | Wise                 | D. Polishook               |
| 232499 | 2003 QP7               | 21 d'agost de 2003   | Palomar              | NEAT                       |
| 232500 | 2003 QF13              | 22 d'agost de 2003   | Haleakala            | NEAT                       |

## 232501-232600
| Nom                  | Designació provisional | Data de descobriment   | Lloc de descobriment | Descobridor/s            |
| -------------------- | ---------------------- | ---------------------- | -------------------- | ------------------------ |
| 232501               | 2003 QM21              | 22 d'agost de 2003     | Palomar              | NEAT                     |
| 232502               | 2003 QH25              | 22 d'agost de 2003     | Palomar              | NEAT                     |
| 232503               | 2003 QF27              | 23 d'agost de 2003     | Campo Imperatore     | CINEOS                   |
| 232504               | 2003 QU37              | 22 d'agost de 2003     | Socorro              | LINEAR                   |
| 232505               | 2003 QY37              | 22 d'agost de 2003     | Socorro              | LINEAR                   |
| 232506               | 2003 QA47              | 24 d'agost de 2003     | Socorro              | LINEAR                   |
| 232507               | 2003 QK60              | 23 d'agost de 2003     | Socorro              | LINEAR                   |
| 232508               | 2003 QW74              | 24 d'agost de 2003     | Socorro              | LINEAR                   |
| 232509               | 2003 QK75              | 24 d'agost de 2003     | Socorro              | LINEAR                   |
| 232510               | 2003 QR76              | 24 d'agost de 2003     | Socorro              | LINEAR                   |
| 232511               | 2003 QS81              | 23 d'agost de 2003     | Palomar              | NEAT                     |
| 232512               | 2003 QS90              | 28 d'agost de 2003     | Haleakala            | NEAT                     |
| 232513               | 2003 QF95              | 29 d'agost de 2003     | Haleakala            | NEAT                     |
| 232514               | 2003 QX97              | 30 d'agost de 2003     | Kitt Peak            | Spacewatch               |
| 232515               | 2003 QU103             | 31 d'agost de 2003     | Haleakala            | NEAT                     |
| 232516               | 2003 QW104             | 29 d'agost de 2003     | Haleakala            | NEAT                     |
| 232517               | 2003 QX109             | 27 d'agost de 2003     | Palomar              | NEAT                     |
| 232518               | 2003 RN2               | 1 de setembre de 2003  | Socorro              | LINEAR                   |
| 232519               | 2003 RG6               | 1 de setembre de 2003  | Socorro              | LINEAR                   |
| 232520               | 2003 RG15              | 15 de setembre de 2003 | Haleakala            | NEAT                     |
| 232521               | 2003 RM18              | 15 de setembre de 2003 | Anderson Mesa        | LONEOS                   |
| 232522               | 2003 RP25              | 15 de setembre de 2003 | Palomar              | NEAT                     |
| 232523               | 2003 SU1               | 16 de setembre de 2003 | Kitt Peak            | Spacewatch               |
| 232524               | 2003 SY11              | 16 de setembre de 2003 | Kitt Peak            | Spacewatch               |
| 232525               | 2003 SZ12              | 16 de setembre de 2003 | Kitt Peak            | Spacewatch               |
| 232526               | 2003 SV13              | 16 de setembre de 2003 | Kitt Peak            | Spacewatch               |
| 232527               | 2003 SB16              | 17 de setembre de 2003 | Kitt Peak            | Spacewatch               |
| 232528               | 2003 SZ19              | 16 de setembre de 2003 | Kitt Peak            | Spacewatch               |
| 232529               | 2003 SG20              | 16 de setembre de 2003 | Kitt Peak            | Spacewatch               |
| 232530               | 2003 ST25              | 17 de setembre de 2003 | Kitt Peak            | Spacewatch               |
| 232531               | 2003 SL30              | 18 de setembre de 2003 | Kitt Peak            | Spacewatch               |
| 232532               | 2003 SW38              | 16 de setembre de 2003 | Palomar              | NEAT                     |
| 232533               | 2003 SC43              | 16 de setembre de 2003 | Anderson Mesa        | LONEOS                   |
| 232534               | 2003 SC61              | 17 de setembre de 2003 | Socorro              | LINEAR                   |
| 232535               | 2003 SF62              | 17 de setembre de 2003 | Kitt Peak            | Spacewatch               |
| 232536               | 2003 SZ72              | 18 de setembre de 2003 | Kitt Peak            | Spacewatch               |
| 232537               | 2003 SO75              | 18 de setembre de 2003 | Kitt Peak            | Spacewatch               |
| 232538               | 2003 SV87              | 17 de setembre de 2003 | Haleakala            | NEAT                     |
| 232539               | 2003 SG103             | 20 de setembre de 2003 | Socorro              | LINEAR                   |
| 232540               | 2003 SV108             | 20 de setembre de 2003 | Palomar              | NEAT                     |
| 232541               | 2003 SU118             | 16 de setembre de 2003 | Kitt Peak            | Spacewatch               |
| 232542               | 2003 SW119             | 17 de setembre de 2003 | Kitt Peak            | Spacewatch               |
| 232543               | 2003 SF129             | 20 de setembre de 2003 | Crni Vrh             | Crni Vrh                 |
| 232544               | 2003 SR151             | 18 de setembre de 2003 | Palomar              | NEAT                     |
| 232545               | 2003 SM173             | 18 de setembre de 2003 | Socorro              | LINEAR                   |
| 232546               | 2003 SJ178             | 19 de setembre de 2003 | Palomar              | NEAT                     |
| 232547               | 2003 SW178             | 19 de setembre de 2003 | Socorro              | LINEAR                   |
| 232548               | 2003 SR190             | 17 de setembre de 2003 | Kitt Peak            | Spacewatch               |
| 232549               | 2003 SO200             | 22 de setembre de 2003 | Socorro              | LINEAR                   |
| 232550               | 2003 SP200             | 24 de setembre de 2003 | Socorro              | LINEAR                   |
| 232551               | 2003 SJ206             | 24 de setembre de 2003 | Palomar              | NEAT                     |
| 232552               | 2003 SD209             | 24 de setembre de 2003 | Palomar              | NEAT                     |
| 232553 Randypeterson | 2003 SX218             | 26 de setembre de 2003 | Junk Bond            | D. Healy                 |
| 232554               | 2003 SZ222             | 27 de setembre de 2003 | Socorro              | LINEAR                   |
| 232555               | 2003 SA236             | 26 de setembre de 2003 | Socorro              | LINEAR                   |
| 232556               | 2003 SK242             | 27 de setembre de 2003 | Kitt Peak            | Spacewatch               |
| 232557               | 2003 SD248             | 26 de setembre de 2003 | Socorro              | LINEAR                   |
| 232558               | 2003 SX252             | 27 de setembre de 2003 | Anderson Mesa        | LONEOS                   |
| 232559               | 2003 SO271             | 25 de setembre de 2003 | Haleakala            | NEAT                     |
| 232560               | 2003 SN274             | 28 de setembre de 2003 | Socorro              | LINEAR                   |
| 232561               | 2003 SS274             | 28 de setembre de 2003 | Kitt Peak            | Spacewatch               |
| 232562               | 2003 SE275             | 29 de setembre de 2003 | Socorro              | LINEAR                   |
| 232563               | 2003 SB279             | 30 de setembre de 2003 | Kitt Peak            | Spacewatch               |
| 232564               | 2003 SQ286             | 21 de setembre de 2003 | Palomar              | NEAT                     |
| 232565               | 2003 SU288             | 28 de setembre de 2003 | Socorro              | LINEAR                   |
| 232566               | 2003 SA290             | 28 de setembre de 2003 | Anderson Mesa        | LONEOS                   |
| 232567               | 2003 SY292             | 27 de setembre de 2003 | Socorro              | LINEAR                   |
| 232568               | 2003 SW295             | 29 de setembre de 2003 | Anderson Mesa        | LONEOS                   |
| 232569               | 2003 SH300             | 17 de setembre de 2003 | Palomar              | NEAT                     |
| 232570               | 2003 SX302             | 17 de setembre de 2003 | Palomar              | NEAT                     |
| 232571               | 2003 SJ308             | 28 de setembre de 2003 | Socorro              | LINEAR                   |
| 232572               | 2003 SE313             | 17 de setembre de 2003 | Palomar              | NEAT                     |
| 232573               | 2003 SB322             | 26 de setembre de 2003 | Apache Point         | Sloan Digital Sky Survey |
| 232574               | 2003 SH324             | 17 de setembre de 2003 | Kitt Peak            | Spacewatch               |
| 232575               | 2003 SK333             | 25 de setembre de 2003 | Palomar              | NEAT                     |
| 232576               | 2003 ST337             | 18 de setembre de 2003 | Kitt Peak            | Spacewatch               |
| 232577               | 2003 SK338             | 26 de setembre de 2003 | Apache Point         | Sloan Digital Sky Survey |
| 232578               | 2003 SQ344             | 17 de setembre de 2003 | Kitt Peak            | Spacewatch               |
| 232579               | 2003 SM351             | 19 de setembre de 2003 | Palomar              | NEAT                     |
| 232580               | 2003 SZ356             | 18 de setembre de 2003 | Bergisch Gladbac     | W. Bickel                |
| 232581               | 2003 SF363             | 22 de setembre de 2003 | Kitt Peak            | Spacewatch               |
| 232582               | 2003 SA412             | 28 de setembre de 2003 | Apache Point         | Sloan Digital Sky Survey |
| 232583               | 2003 SA414             | 28 de setembre de 2003 | Apache Point         | Sloan Digital Sky Survey |
| 232584               | 2003 TX13              | 13 d'octubre de 2003   | Palomar              | NEAT                     |
| 232585               | 2003 TQ14              | 14 d'octubre de 2003   | Anderson Mesa        | LONEOS                   |
| 232586               | 2003 TK30              | 1 d'octubre de 2003    | Kitt Peak            | Spacewatch               |
| 232587               | 2003 TK38              | 2 d'octubre de 2003    | Kitt Peak            | Spacewatch               |
| 232588               | 2003 TL51              | 5 d'octubre de 2003    | Socorro              | LINEAR                   |
| 232589               | 2003 TO51              | 5 d'octubre de 2003    | Socorro              | LINEAR                   |
| 232590               | 2003 TA53              | 5 d'octubre de 2003    | Kitt Peak            | Spacewatch               |
| 232591               | 2003 TE55              | 5 d'octubre de 2003    | Kitt Peak            | Spacewatch               |
| 232592               | 2003 UZ1               | 16 d'octubre de 2003   | Kitt Peak            | Spacewatch               |
| 232593               | 2003 UU4               | 17 d'octubre de 2003   | Socorro              | LINEAR                   |
| 232594               | 2003 UJ9               | 18 d'octubre de 2003   | Socorro              | LINEAR                   |
| 232595               | 2003 UP9               | 20 d'octubre de 2003   | Wrightwood           | J. W. Young              |
| 232596               | 2003 UR24              | 23 d'octubre de 2003   | Socorro              | LINEAR                   |
| 232597               | 2003 UT49              | 16 d'octubre de 2003   | Palomar              | NEAT                     |
| 232598               | 2003 UN52              | 18 d'octubre de 2003   | Palomar              | NEAT                     |
| 232599               | 2003 UY52              | 18 d'octubre de 2003   | Palomar              | NEAT                     |
| 232600               | 2003 UC54              | 18 d'octubre de 2003   | Palomar              | NEAT                     |

## 232601-232700
| Nom    | Designació provisional | Data de descobriment   | Lloc de descobriment | Descobridor/s            |
| ------ | ---------------------- | ---------------------- | -------------------- | ------------------------ |
| 232601 | 2003 UZ55              | 17 d'octubre de 2003   | Kitt Peak            | Spacewatch               |
| 232602 | 2003 UX71              | 19 d'octubre de 2003   | Kitt Peak            | Spacewatch               |
| 232603 | 2003 UZ71              | 19 d'octubre de 2003   | Kitt Peak            | Spacewatch               |
| 232604 | 2003 UK75              | 17 d'octubre de 2003   | Anderson Mesa        | LONEOS                   |
| 232605 | 2003 UB76              | 17 d'octubre de 2003   | Kitt Peak            | Spacewatch               |
| 232606 | 2003 UH86              | 18 d'octubre de 2003   | Palomar              | NEAT                     |
| 232607 | 2003 UD92              | 20 d'octubre de 2003   | Kitt Peak            | Spacewatch               |
| 232608 | 2003 US93              | 18 d'octubre de 2003   | Kitt Peak            | Spacewatch               |
| 232609 | 2003 UJ96              | 18 d'octubre de 2003   | Kitt Peak            | Spacewatch               |
| 232610 | 2003 UY99              | 19 d'octubre de 2003   | Palomar              | NEAT                     |
| 232611 | 2003 UQ111             | 20 d'octubre de 2003   | Kitt Peak            | Spacewatch               |
| 232612 | 2003 UL118             | 17 d'octubre de 2003   | Kitt Peak            | Spacewatch               |
| 232613 | 2003 UX118             | 18 d'octubre de 2003   | Kitt Peak            | Spacewatch               |
| 232614 | 2003 UD122             | 19 d'octubre de 2003   | Anderson Mesa        | LONEOS                   |
| 232615 | 2003 UJ126             | 20 d'octubre de 2003   | Palomar              | NEAT                     |
| 232616 | 2003 UY134             | 20 d'octubre de 2003   | Palomar              | NEAT                     |
| 232617 | 2003 UY148             | 19 d'octubre de 2003   | Anderson Mesa        | LONEOS                   |
| 232618 | 2003 UV150             | 21 d'octubre de 2003   | Anderson Mesa        | LONEOS                   |
| 232619 | 2003 UO151             | 21 d'octubre de 2003   | Socorro              | LINEAR                   |
| 232620 | 2003 UR153             | 19 d'octubre de 2003   | Anderson Mesa        | LONEOS                   |
| 232621 | 2003 UR163             | 21 d'octubre de 2003   | Socorro              | LINEAR                   |
| 232622 | 2003 UJ170             | 22 d'octubre de 2003   | Kitt Peak            | Spacewatch               |
| 232623 | 2003 UH171             | 19 d'octubre de 2003   | Kitt Peak            | Spacewatch               |
| 232624 | 2003 UK171             | 19 d'octubre de 2003   | Kitt Peak            | Spacewatch               |
| 232625 | 2003 UQ177             | 21 d'octubre de 2003   | Palomar              | NEAT                     |
| 232626 | 2003 UO179             | 21 d'octubre de 2003   | Socorro              | LINEAR                   |
| 232627 | 2003 UU189             | 22 d'octubre de 2003   | Haleakala            | NEAT                     |
| 232628 | 2003 UY198             | 21 d'octubre de 2003   | Socorro              | LINEAR                   |
| 232629 | 2003 US201             | 21 d'octubre de 2003   | Socorro              | LINEAR                   |
| 232630 | 2003 UH205             | 22 d'octubre de 2003   | Socorro              | LINEAR                   |
| 232631 | 2003 UU211             | 23 d'octubre de 2003   | Kitt Peak            | Spacewatch               |
| 232632 | 2003 UY221             | 22 d'octubre de 2003   | Kitt Peak            | Spacewatch               |
| 232633 | 2003 UB225             | 22 d'octubre de 2003   | Kitt Peak            | Spacewatch               |
| 232634 | 2003 UO225             | 22 d'octubre de 2003   | Kitt Peak            | Spacewatch               |
| 232635 | 2003 UO229             | 23 d'octubre de 2003   | Anderson Mesa        | LONEOS                   |
| 232636 | 2003 UY248             | 25 d'octubre de 2003   | Socorro              | LINEAR                   |
| 232637 | 2003 UO250             | 25 d'octubre de 2003   | Socorro              | LINEAR                   |
| 232638 | 2003 UU256             | 25 d'octubre de 2003   | Socorro              | LINEAR                   |
| 232639 | 2003 UC276             | 29 d'octubre de 2003   | Catalina             | CSS                      |
| 232640 | 2003 UA293             | 21 d'octubre de 2003   | Anderson Mesa        | LONEOS                   |
| 232641 | 2003 UK296             | 16 d'octubre de 2003   | Kitt Peak            | Spacewatch               |
| 232642 | 2003 UQ304             | 18 d'octubre de 2003   | Kitt Peak            | Spacewatch               |
| 232643 | 2003 UX309             | 20 d'octubre de 2003   | Palomar              | NEAT                     |
| 232644 | 2003 UR355             | 19 d'octubre de 2003   | Kitt Peak            | Spacewatch               |
| 232645 | 2003 UG372             | 22 d'octubre de 2003   | Apache Point         | Sloan Digital Sky Survey |
| 232646 | 2003 UV377             | 22 d'octubre de 2003   | Apache Point         | Sloan Digital Sky Survey |
| 232647 | 2003 UT416             | 21 d'octubre de 2003   | Palomar              | NEAT                     |
| 232648 | 2003 VJ10              | 15 de novembre de 2003 | Palomar              | NEAT                     |
| 232649 | 2003 WC1               | 16 de novembre de 2003 | Catalina             | CSS                      |
| 232650 | 2003 WY4               | 16 de novembre de 2003 | Kitt Peak            | Spacewatch               |
| 232651 | 2003 WG15              | 16 de novembre de 2003 | Kitt Peak            | Spacewatch               |
| 232652 | 2003 WE17              | 18 de novembre de 2003 | Palomar              | NEAT                     |
| 232653 | 2003 WW18              | 19 de novembre de 2003 | Socorro              | LINEAR                   |
| 232654 | 2003 WQ19              | 19 de novembre de 2003 | Socorro              | LINEAR                   |
| 232655 | 2003 WM20              | 19 de novembre de 2003 | Socorro              | LINEAR                   |
| 232656 | 2003 WM29              | 18 de novembre de 2003 | Kitt Peak            | Spacewatch               |
| 232657 | 2003 WV37              | 19 de novembre de 2003 | Socorro              | LINEAR                   |
| 232658 | 2003 WR43              | 19 de novembre de 2003 | Palomar              | NEAT                     |
| 232659 | 2003 WP44              | 19 de novembre de 2003 | Palomar              | NEAT                     |
| 232660 | 2003 WN46              | 18 de novembre de 2003 | Palomar              | NEAT                     |
| 232661 | 2003 WU73              | 20 de novembre de 2003 | Socorro              | LINEAR                   |
| 232662 | 2003 WH125             | 20 de novembre de 2003 | Socorro              | LINEAR                   |
| 232663 | 2003 WE126             | 20 de novembre de 2003 | Socorro              | LINEAR                   |
| 232664 | 2003 WM140             | 21 de novembre de 2003 | Socorro              | LINEAR                   |
| 232665 | 2003 WA161             | 30 de novembre de 2003 | Kitt Peak            | Spacewatch               |
| 232666 | 2003 WQ163             | 30 de novembre de 2003 | Kitt Peak            | Spacewatch               |
| 232667 | 2003 WV171             | 29 de novembre de 2003 | Socorro              | LINEAR                   |
| 232668 | 2003 XJ2               | 1 de desembre de 2003  | Socorro              | LINEAR                   |
| 232669 | 2003 XV12              | 14 de desembre de 2003 | Palomar              | NEAT                     |
| 232670 | 2003 XN16              | 14 de desembre de 2003 | Palomar              | NEAT                     |
| 232671 | 2003 XO18              | 15 de desembre de 2003 | Palomar              | NEAT                     |
| 232672 | 2003 XF41              | 14 de desembre de 2003 | Kitt Peak            | Spacewatch               |
| 232673 | 2003 YU32              | 16 de desembre de 2003 | Kitt Peak            | Spacewatch               |
| 232674 | 2003 YF45              | 21 de desembre de 2003 | Sandlot              | Sandlot                  |
| 232675 | 2003 YB55              | 19 de desembre de 2003 | Socorro              | LINEAR                   |
| 232676 | 2003 YZ58              | 19 de desembre de 2003 | Socorro              | LINEAR                   |
| 232677 | 2003 YG65              | 19 de desembre de 2003 | Socorro              | LINEAR                   |
| 232678 | 2003 YD77              | 18 de desembre de 2003 | Socorro              | LINEAR                   |
| 232679 | 2003 YC99              | 19 de desembre de 2003 | Socorro              | LINEAR                   |
| 232680 | 2003 YO115             | 27 de desembre de 2003 | Kitt Peak            | Spacewatch               |
| 232681 | 2003 YO116             | 27 de desembre de 2003 | Kitt Peak            | Spacewatch               |
| 232682 | 2003 YR119             | 27 de desembre de 2003 | Socorro              | LINEAR                   |
| 232683 | 2003 YR132             | 28 de desembre de 2003 | Socorro              | LINEAR                   |
| 232684 | 2003 YN133             | 28 de desembre de 2003 | Socorro              | LINEAR                   |
| 232685 | 2003 YR140             | 28 de desembre de 2003 | Socorro              | LINEAR                   |
| 232686 | 2003 YR143             | 28 de desembre de 2003 | Socorro              | LINEAR                   |
| 232687 | 2003 YL151             | 29 de desembre de 2003 | Catalina             | CSS                      |
| 232688 | 2003 YQ152             | 29 de desembre de 2003 | Kitt Peak            | Spacewatch               |
| 232689 | 2003 YN158             | 17 de desembre de 2003 | Socorro              | LINEAR                   |
| 232690 | 2003 YJ180             | 21 de desembre de 2003 | Socorro              | LINEAR                   |
| 232691 | 2004 AR1               | 13 de gener de 2004    | Socorro              | LINEAR                   |
| 232692 | 2004 AM6               | 15 de gener de 2004    | Kitt Peak            | Spacewatch               |
| 232693 | 2004 AU8               | 14 de gener de 2004    | Palomar              | NEAT                     |
| 232694 | 2004 AC26              | 13 de gener de 2004    | Anderson Mesa        | LONEOS                   |
| 232695 | 2004 AU26              | 13 de gener de 2004    | Palomar              | NEAT                     |
| 232696 | 2004 BD                | 16 de gener de 2004    | Palomar              | NEAT                     |
| 232697 | 2004 BA13              | 17 de gener de 2004    | Palomar              | NEAT                     |
| 232698 | 2004 BT13              | 17 de gener de 2004    | Palomar              | NEAT                     |
| 232699 | 2004 BS14              | 16 de gener de 2004    | Palomar              | NEAT                     |
| 232700 | 2004 BZ14              | 16 de gener de 2004    | Palomar              | NEAT                     |

## 232701-232800
| Nom               | Designació provisional | Data de descobriment   | Lloc de descobriment | Descobridor/s        |
| ----------------- | ---------------------- | ---------------------- | -------------------- | -------------------- |
| 232701            | 2004 BC20              | 18 de gener de 2004    | Palomar              | NEAT                 |
| 232702            | 2004 BW27              | 18 de gener de 2004    | Palomar              | NEAT                 |
| 232703            | 2004 BV29              | 18 de gener de 2004    | Palomar              | NEAT                 |
| 232704            | 2004 BY35              | 19 de gener de 2004    | Kitt Peak            | Spacewatch           |
| 232705            | 2004 BE48              | 21 de gener de 2004    | Socorro              | LINEAR               |
| 232706            | 2004 BO48              | 21 de gener de 2004    | Socorro              | LINEAR               |
| 232707            | 2004 BV49              | 21 de gener de 2004    | Socorro              | LINEAR               |
| 232708            | 2004 BF53              | 22 de gener de 2004    | Socorro              | LINEAR               |
| 232709            | 2004 BN59              | 24 de gener de 2004    | Socorro              | LINEAR               |
| 232710            | 2004 BY71              | 23 de gener de 2004    | Socorro              | LINEAR               |
| 232711            | 2004 BP73              | 24 de gener de 2004    | Socorro              | LINEAR               |
| 232712            | 2004 BK76              | 24 de gener de 2004    | Socorro              | LINEAR               |
| 232713            | 2004 BP90              | 24 de gener de 2004    | Socorro              | LINEAR               |
| 232714            | 2004 BX91              | 26 de gener de 2004    | Anderson Mesa        | LONEOS               |
| 232715            | 2004 BP92              | 27 de gener de 2004    | Anderson Mesa        | LONEOS               |
| 232716            | 2004 BU98              | 27 de gener de 2004    | Kitt Peak            | Spacewatch           |
| 232717            | 2004 BQ120             | 31 de gener de 2004    | Socorro              | LINEAR               |
| 232718            | 2004 BC126             | 16 de gener de 2004    | Kitt Peak            | Spacewatch           |
| 232719            | 2004 BN142             | 19 de gener de 2004    | Catalina             | CSS                  |
| 232720            | 2004 CG3               | 9 de febrer de 2004    | Palomar              | NEAT                 |
| 232721            | 2004 CC6               | 10 de febrer de 2004   | Catalina             | CSS                  |
| 232722            | 2004 CA11              | 11 de febrer de 2004   | Palomar              | NEAT                 |
| 232723            | 2004 CC32              | 12 de febrer de 2004   | Kitt Peak            | Spacewatch           |
| 232724            | 2004 CA57              | 11 de febrer de 2004   | Anderson Mesa        | LONEOS               |
| 232725            | 2004 CY57              | 14 de febrer de 2004   | Socorro              | LINEAR               |
| 232726            | 2004 CK65              | 14 de febrer de 2004   | Haleakala            | NEAT                 |
| 232727            | 2004 CU115             | 11 de febrer de 2004   | Kitt Peak            | Spacewatch           |
| 232728            | 2004 DP6               | 16 de febrer de 2004   | Kitt Peak            | Spacewatch           |
| 232729            | 2004 DQ16              | 18 de febrer de 2004   | Kitt Peak            | Spacewatch           |
| 232730            | 2004 EX9               | 11 de març de 2004     | Palomar              | NEAT                 |
| 232731            | 2004 EH15              | 11 de març de 2004     | Palomar              | NEAT                 |
| 232732            | 2004 EO15              | 12 de març de 2004     | Palomar              | NEAT                 |
| 232733            | 2004 ES43              | 10 de març de 2004     | Palomar              | NEAT                 |
| 232734            | 2004 EQ73              | 15 de març de 2004     | Kitt Peak            | Spacewatch           |
| 232735            | 2004 FB27              | 17 de març de 2004     | Kitt Peak            | Spacewatch           |
| 232736            | 2004 FD28              | 17 de març de 2004     | Socorro              | LINEAR               |
| 232737            | 2004 FS30              | 28 de març de 2004     | Socorro              | LINEAR               |
| 232738            | 2004 FJ34              | 16 de març de 2004     | Catalina             | CSS                  |
| 232739            | 2004 FM62              | 19 de març de 2004     | Socorro              | LINEAR               |
| 232740            | 2004 FW84              | 18 de març de 2004     | Socorro              | LINEAR               |
| 232741            | 2004 FP94              | 18 de març de 2004     | Catalina             | CSS                  |
| 232742            | 2004 FP101             | 23 de març de 2004     | Socorro              | LINEAR               |
| 232743            | 2004 FO120             | 23 de març de 2004     | Socorro              | LINEAR               |
| 232744            | 2004 GK24              | 13 d'abril de 2004     | Kitt Peak            | Spacewatch           |
| 232745            | 2004 HL18              | 17 d'abril de 2004     | Socorro              | LINEAR               |
| 232746            | 2004 HH63              | 16 d'abril de 2004     | Catalina             | CSS                  |
| 232747            | 2004 JK11              | 13 de maig de 2004     | Anderson Mesa        | LONEOS               |
| 232748            | 2004 JX19              | 14 de maig de 2004     | Anderson Mesa        | LONEOS               |
| 232749            | 2004 JY20              | 9 de maig de 2004      | Kitt Peak            | Spacewatch           |
| 232750            | 2004 JU37              | 14 de maig de 2004     | Socorro              | LINEAR               |
| 232751            | 2004 KJ                | 16 de maig de 2004     | Socorro              | LINEAR               |
| 232752            | 2004 KF8               | 16 de maig de 2004     | Socorro              | LINEAR               |
| 232753            | 2004 LE16              | 12 de juny de 2004     | Socorro              | LINEAR               |
| 232754            | 2004 NN2               | 10 de juliol de 2004   | Palomar              | NEAT                 |
| 232755            | 2004 NM3               | 12 de juliol de 2004   | Reedy Creek          | J. Broughton         |
| 232756            | 2004 NS6               | 11 de juliol de 2004   | Socorro              | LINEAR               |
| 232757            | 2004 NJ7               | 13 de juliol de 2004   | Palomar              | NEAT                 |
| 232758            | 2004 OS11              | 25 de juliol de 2004   | Needville            | Needville            |
| 232759            | 2004 PM3               | 3 d'agost de 2004      | Siding Spring        | Siding Spring Survey |
| 232760            | 2004 PY8               | 6 d'agost de 2004      | Palomar              | NEAT                 |
| 232761            | 2004 PQ23              | 8 d'agost de 2004      | Socorro              | LINEAR               |
| 232762            | 2004 PV24              | 8 d'agost de 2004      | Socorro              | LINEAR               |
| 232763 Eliewiesel | 2004 PC27              | 10 d'agost de 2004     | Francisquito         | R. E. Jones          |
| 232764            | 2004 PN28              | 6 d'agost de 2004      | Palomar              | NEAT                 |
| 232765            | 2004 PT31              | 8 d'agost de 2004      | Socorro              | LINEAR               |
| 232766            | 2004 PR35              | 8 d'agost de 2004      | Anderson Mesa        | LONEOS               |
| 232767            | 2004 PQ39              | 9 d'agost de 2004      | Socorro              | LINEAR               |
| 232768            | 2004 PY40              | 9 d'agost de 2004      | Socorro              | LINEAR               |
| 232769            | 2004 PJ51              | 8 d'agost de 2004      | Socorro              | LINEAR               |
| 232770            | 2004 PD53              | 8 d'agost de 2004      | Socorro              | LINEAR               |
| 232771            | 2004 PV56              | 9 d'agost de 2004      | Socorro              | LINEAR               |
| 232772            | 2004 PG61              | 9 d'agost de 2004      | Socorro              | LINEAR               |
| 232773            | 2004 PC72              | 8 d'agost de 2004      | Socorro              | LINEAR               |
| 232774            | 2004 PF73              | 8 d'agost de 2004      | Socorro              | LINEAR               |
| 232775            | 2004 PA75              | 8 d'agost de 2004      | Anderson Mesa        | LONEOS               |
| 232776            | 2004 PU75              | 8 d'agost de 2004      | Campo Imperatore     | CINEOS               |
| 232777            | 2004 PN76              | 9 d'agost de 2004      | Anderson Mesa        | LONEOS               |
| 232778            | 2004 PH80              | 9 d'agost de 2004      | Socorro              | LINEAR               |
| 232779            | 2004 PM85              | 10 d'agost de 2004     | Socorro              | LINEAR               |
| 232780            | 2004 PD98              | 15 d'agost de 2004     | Reedy Creek          | J. Broughton         |
| 232781            | 2004 PX108             | 10 d'agost de 2004     | Anderson Mesa        | LONEOS               |
| 232782            | 2004 PT111             | 10 d'agost de 2004     | Socorro              | LINEAR               |
| 232783            | 2004 QF3               | 20 d'agost de 2004     | Reedy Creek          | J. Broughton         |
| 232784            | 2004 QT6               | 20 d'agost de 2004     | Goodricke-Pigott     | R. A. Tucker         |
| 232785            | 2004 QB10              | 21 d'agost de 2004     | Siding Spring        | Siding Spring Survey |
| 232786            | 2004 QT13              | 17 d'agost de 2004     | Crni Vrh             | Crni Vrh             |
| 232787            | 2004 RM15              | 7 de setembre de 2004  | Socorro              | LINEAR               |
| 232788            | 2004 RF19              | 7 de setembre de 2004  | Socorro              | LINEAR               |
| 232789            | 2004 RN32              | 7 de setembre de 2004  | Socorro              | LINEAR               |
| 232790            | 2004 RO69              | 8 de setembre de 2004  | Socorro              | LINEAR               |
| 232791            | 2004 RG75              | 8 de setembre de 2004  | Socorro              | LINEAR               |
| 232792            | 2004 RX78              | 8 de setembre de 2004  | Palomar              | NEAT                 |
| 232793            | 2004 RN95              | 8 de setembre de 2004  | Socorro              | LINEAR               |
| 232794            | 2004 RW100             | 8 de setembre de 2004  | Socorro              | LINEAR               |
| 232795            | 2004 RY101             | 8 de setembre de 2004  | Socorro              | LINEAR               |
| 232796            | 2004 RB112             | 5 de setembre de 2004  | Siding Spring        | Siding Spring Survey |
| 232797            | 2004 RY180             | 10 de setembre de 2004 | Socorro              | LINEAR               |
| 232798            | 2004 RT191             | 10 de setembre de 2004 | Socorro              | LINEAR               |
| 232799            | 2004 RS193             | 10 de setembre de 2004 | Socorro              | LINEAR               |
| 232800            | 2004 RH196             | 10 de setembre de 2004 | Socorro              | LINEAR               |

## 232801-232900
| Nom    | Designació provisional | Data de descobriment   | Lloc de descobriment | Descobridor/s  |
| ------ | ---------------------- | ---------------------- | -------------------- | -------------- |
| 232801 | 2004 RY198             | 10 de setembre de 2004 | Socorro              | LINEAR         |
| 232802 | 2004 RV199             | 10 de setembre de 2004 | Socorro              | LINEAR         |
| 232803 | 2004 RX216             | 11 de setembre de 2004 | Socorro              | LINEAR         |
| 232804 | 2004 RA220             | 11 de setembre de 2004 | Socorro              | LINEAR         |
| 232805 | 2004 RF220             | 11 de setembre de 2004 | Socorro              | LINEAR         |
| 232806 | 2004 RM231             | 9 de setembre de 2004  | Kitt Peak            | Spacewatch     |
| 232807 | 2004 RO231             | 9 de setembre de 2004  | Kitt Peak            | Spacewatch     |
| 232808 | 2004 RN249             | 12 de setembre de 2004 | Kitt Peak            | Spacewatch     |
| 232809 | 2004 RD257             | 9 de setembre de 2004  | Anderson Mesa        | LONEOS         |
| 232810 | 2004 RM270             | 11 de setembre de 2004 | Kitt Peak            | Spacewatch     |
| 232811 | 2004 RY273             | 11 de setembre de 2004 | Kitt Peak            | Spacewatch     |
| 232812 | 2004 RG298             | 11 de setembre de 2004 | Kitt Peak            | Spacewatch     |
| 232813 | 2004 RP305             | 12 de setembre de 2004 | Socorro              | LINEAR         |
| 232814 | 2004 RZ310             | 13 de setembre de 2004 | Palomar              | NEAT           |
| 232815 | 2004 RH312             | 15 de setembre de 2004 | Anderson Mesa        | LONEOS         |
| 232816 | 2004 RW313             | 15 de setembre de 2004 | Kitt Peak            | Spacewatch     |
| 232817 | 2004 RA322             | 13 de setembre de 2004 | Socorro              | LINEAR         |
| 232818 | 2004 RP325             | 13 de setembre de 2004 | Socorro              | LINEAR         |
| 232819 | 2004 RF326             | 13 de setembre de 2004 | Socorro              | LINEAR         |
| 232820 | 2004 RG336             | 15 de setembre de 2004 | Kitt Peak            | Spacewatch     |
| 232821 | 2004 RY340             | 7 de setembre de 2004  | Socorro              | LINEAR         |
| 232822 | 2004 RU345             | 8 de setembre de 2004  | Socorro              | LINEAR         |
| 232823 | 2004 ST22              | 17 de setembre de 2004 | Kitt Peak            | Spacewatch     |
| 232824 | 2004 SQ25              | 22 de setembre de 2004 | Desert Eagle         | W. K. Y. Yeung |
| 232825 | 2004 SE40              | 17 de setembre de 2004 | Socorro              | LINEAR         |
| 232826 | 2004 SD50              | 22 de setembre de 2004 | Socorro              | LINEAR         |
| 232827 | 2004 SX51              | 17 de setembre de 2004 | Socorro              | LINEAR         |
| 232828 | 2004 SR60              | 18 de setembre de 2004 | Socorro              | LINEAR         |
| 232829 | 2004 SS60              | 18 de setembre de 2004 | Socorro              | LINEAR         |
| 232830 | 2004 TG                | 3 d'octubre de 2004    | Goodricke-Pigott     | R. A. Tucker   |
| 232831 | 2004 TY2               | 4 d'octubre de 2004    | Kitt Peak            | Spacewatch     |
| 232832 | 2004 TC7               | 5 d'octubre de 2004    | Socorro              | LINEAR         |
| 232833 | 2004 TA21              | 11 d'octubre de 2004   | Kitt Peak            | Spacewatch     |
| 232834 | 2004 TC29              | 4 d'octubre de 2004    | Kitt Peak            | Spacewatch     |
| 232835 | 2004 TQ30              | 4 d'octubre de 2004    | Kitt Peak            | Spacewatch     |
| 232836 | 2004 TF47              | 4 d'octubre de 2004    | Kitt Peak            | Spacewatch     |
| 232837 | 2004 TZ50              | 4 d'octubre de 2004    | Kitt Peak            | Spacewatch     |
| 232838 | 2004 TE52              | 4 d'octubre de 2004    | Kitt Peak            | Spacewatch     |
| 232839 | 2004 TV61              | 5 d'octubre de 2004    | Anderson Mesa        | LONEOS         |
| 232840 | 2004 TE65              | 5 d'octubre de 2004    | Palomar              | NEAT           |
| 232841 | 2004 TL66              | 5 d'octubre de 2004    | Anderson Mesa        | LONEOS         |
| 232842 | 2004 TB70              | 5 d'octubre de 2004    | Palomar              | NEAT           |
| 232843 | 2004 TK76              | 7 d'octubre de 2004    | Socorro              | LINEAR         |
| 232844 | 2004 TT80              | 5 d'octubre de 2004    | Kitt Peak            | Spacewatch     |
| 232845 | 2004 TH135             | 8 d'octubre de 2004    | Anderson Mesa        | LONEOS         |
| 232846 | 2004 TS137             | 8 d'octubre de 2004    | Anderson Mesa        | LONEOS         |
| 232847 | 2004 TO142             | 4 d'octubre de 2004    | Kitt Peak            | Spacewatch     |
| 232848 | 2004 TD157             | 6 d'octubre de 2004    | Kitt Peak            | Spacewatch     |
| 232849 | 2004 TK161             | 6 d'octubre de 2004    | Kitt Peak            | Spacewatch     |
| 232850 | 2004 TP161             | 6 d'octubre de 2004    | Kitt Peak            | Spacewatch     |
| 232851 | 2004 TP165             | 7 d'octubre de 2004    | Kitt Peak            | Spacewatch     |
| 232852 | 2004 TV167             | 7 d'octubre de 2004    | Kitt Peak            | Spacewatch     |
| 232853 | 2004 TQ170             | 7 d'octubre de 2004    | Socorro              | LINEAR         |
| 232854 | 2004 TZ180             | 7 d'octubre de 2004    | Kitt Peak            | Spacewatch     |
| 232855 | 2004 TL201             | 7 d'octubre de 2004    | Kitt Peak            | Spacewatch     |
| 232856 | 2004 TD208             | 7 d'octubre de 2004    | Kitt Peak            | Spacewatch     |
| 232857 | 2004 TQ217             | 5 d'octubre de 2004    | Kitt Peak            | Spacewatch     |
| 232858 | 2004 TC223             | 7 d'octubre de 2004    | Socorro              | LINEAR         |
| 232859 | 2004 TO243             | 6 d'octubre de 2004    | Kitt Peak            | Spacewatch     |
| 232860 | 2004 TW263             | 9 d'octubre de 2004    | Kitt Peak            | Spacewatch     |
| 232861 | 2004 TE273             | 9 d'octubre de 2004    | Kitt Peak            | Spacewatch     |
| 232862 | 2004 TV274             | 9 d'octubre de 2004    | Kitt Peak            | Spacewatch     |
| 232863 | 2004 TC281             | 10 d'octubre de 2004   | Kitt Peak            | Spacewatch     |
| 232864 | 2004 TQ283             | 8 d'octubre de 2004    | Kitt Peak            | Spacewatch     |
| 232865 | 2004 TG295             | 10 d'octubre de 2004   | Kitt Peak            | Spacewatch     |
| 232866 | 2004 TZ295             | 10 d'octubre de 2004   | Kitt Peak            | Spacewatch     |
| 232867 | 2004 TA344             | 15 d'octubre de 2004   | Kitt Peak            | Spacewatch     |
| 232868 | 2004 TS354             | 11 d'octubre de 2004   | Kitt Peak            | M. W. Buie     |
| 232869 | 2004 TN359             | 9 d'octubre de 2004    | Kitt Peak            | Spacewatch     |
| 232870 | 2004 UQ3               | 19 d'octubre de 2004   | Socorro              | LINEAR         |
| 232871 | 2004 VM6               | 3 de novembre de 2004  | Kitt Peak            | Spacewatch     |
| 232872 | 2004 VN22              | 4 de novembre de 2004  | Catalina             | CSS            |
| 232873 | 2004 VY23              | 2 de novembre de 2004  | Palomar              | NEAT           |
| 232874 | 2004 VP28              | 7 de novembre de 2004  | Socorro              | LINEAR         |
| 232875 | 2004 VO29              | 3 de novembre de 2004  | Kitt Peak            | Spacewatch     |
| 232876 | 2004 VC37              | 4 de novembre de 2004  | Kitt Peak            | Spacewatch     |
| 232877 | 2004 VJ38              | 4 de novembre de 2004  | Kitt Peak            | Spacewatch     |
| 232878 | 2004 VW40              | 4 de novembre de 2004  | Kitt Peak            | Spacewatch     |
| 232879 | 2004 VX56              | 4 de novembre de 2004  | Catalina             | CSS            |
| 232880 | 2004 VO58              | 9 de novembre de 2004  | Catalina             | CSS            |
| 232881 | 2004 VO59              | 9 de novembre de 2004  | Catalina             | CSS            |
| 232882 | 2004 VR76              | 12 de novembre de 2004 | Catalina             | CSS            |
| 232883 | 2004 VT77              | 12 de novembre de 2004 | Catalina             | CSS            |
| 232884 | 2004 VU86              | 11 de novembre de 2004 | Kitt Peak            | Spacewatch     |
| 232885 | 2004 XT3               | 4 de desembre de 2004  | Eskridge             | G. Hug         |
| 232886 | 2004 XD8               | 2 de desembre de 2004  | Palomar              | NEAT           |
| 232887 | 2004 XE9               | 2 de desembre de 2004  | Catalina             | CSS            |
| 232888 | 2004 XG17              | 3 de desembre de 2004  | Kitt Peak            | Spacewatch     |
| 232889 | 2004 XQ18              | 8 de desembre de 2004  | Socorro              | LINEAR         |
| 232890 | 2004 XC23              | 8 de desembre de 2004  | Socorro              | LINEAR         |
| 232891 | 2004 XH25              | 9 de desembre de 2004  | Catalina             | CSS            |
| 232892 | 2004 XR29              | 10 de desembre de 2004 | Socorro              | LINEAR         |
| 232893 | 2004 XB31              | 8 de desembre de 2004  | Socorro              | LINEAR         |
| 232894 | 2004 XJ32              | 10 de desembre de 2004 | Socorro              | LINEAR         |
| 232895 | 2004 XV35              | 8 de desembre de 2004  | Socorro              | LINEAR         |
| 232896 | 2004 XC36              | 10 de desembre de 2004 | Kitt Peak            | Spacewatch     |
| 232897 | 2004 XT39              | 8 de desembre de 2004  | Socorro              | LINEAR         |
| 232898 | 2004 XM41              | 11 de desembre de 2004 | Campo Imperatore     | CINEOS         |
| 232899 | 2004 XG49              | 11 de desembre de 2004 | Kitt Peak            | Spacewatch     |
| 232900 | 2004 XG51              | 14 de desembre de 2004 | Junk Bond            | Junk Bond      |

## 232901-233000
| Nom    | Designació provisional | Data de descobriment   | Lloc de descobriment | Descobridor/s      |
| ------ | ---------------------- | ---------------------- | -------------------- | ------------------ |
| 232901 | 2004 XX81              | 10 de desembre de 2004 | Anderson Mesa        | LONEOS             |
| 232902 | 2004 XX84              | 12 de desembre de 2004 | Vail-Jarnac          | Jarnac             |
| 232903 | 2004 XO87              | 9 de desembre de 2004  | Catalina             | CSS                |
| 232904 | 2004 XL92              | 11 de desembre de 2004 | Socorro              | LINEAR             |
| 232905 | 2004 XS101             | 14 de desembre de 2004 | Catalina             | CSS                |
| 232906 | 2004 XG121             | 14 de desembre de 2004 | Socorro              | LINEAR             |
| 232907 | 2004 XQ129             | 15 de desembre de 2004 | Kitt Peak            | Spacewatch         |
| 232908 | 2004 XE136             | 15 de desembre de 2004 | Socorro              | LINEAR             |
| 232909 | 2004 XM136             | 15 de desembre de 2004 | Socorro              | LINEAR             |
| 232910 | 2004 XH137             | 15 de desembre de 2004 | Socorro              | LINEAR             |
| 232911 | 2004 XK147             | 1 de desembre de 2004  | Catalina             | CSS                |
| 232912 | 2004 YR3               | 16 de desembre de 2004 | Vail-Jarnac          | Jarnac             |
| 232913 | 2004 YJ4               | 16 de desembre de 2004 | Catalina             | CSS                |
| 232914 | 2004 YG15              | 18 de desembre de 2004 | Mount Lemmon         | Mt. Lemmon Survey  |
| 232915 | 2004 YN23              | 18 de desembre de 2004 | Mount Lemmon         | Mt. Lemmon Survey  |
| 232916 | 2004 YV25              | 19 de desembre de 2004 | Mount Lemmon         | Mt. Lemmon Survey  |
| 232917 | 2004 YF32              | 21 de desembre de 2004 | Catalina             | CSS                |
| 232918 | 2005 AN7               | 6 de gener de 2005     | Catalina             | CSS                |
| 232919 | 2005 AQ10              | 6 de gener de 2005     | Catalina             | CSS                |
| 232920 | 2005 AQ16              | 6 de gener de 2005     | Socorro              | LINEAR             |
| 232921 | 2005 AH21              | 6 de gener de 2005     | Catalina             | CSS                |
| 232922 | 2005 AP26              | 13 de gener de 2005    | Kitt Peak            | Spacewatch         |
| 232923 | 2005 AA29              | 15 de gener de 2005    | Klet                 | J. Ticha, M. Tichy |
| 232924 | 2005 AB30              | 9 de gener de 2005     | Catalina             | CSS                |
| 232925 | 2005 AL30              | 9 de gener de 2005     | Catalina             | CSS                |
| 232926 | 2005 AN34              | 13 de gener de 2005    | Kitt Peak            | Spacewatch         |
| 232927 | 2005 AO36              | 13 de gener de 2005    | Socorro              | LINEAR             |
| 232928 | 2005 AO41              | 15 de gener de 2005    | Socorro              | LINEAR             |
| 232929 | 2005 AB49              | 13 de gener de 2005    | Kitt Peak            | Spacewatch         |
| 232930 | 2005 AM49              | 13 de gener de 2005    | Socorro              | LINEAR             |
| 232931 | 2005 AF51              | 13 de gener de 2005    | Catalina             | CSS                |
| 232932 | 2005 AY51              | 13 de gener de 2005    | Kitt Peak            | Spacewatch         |
| 232933 | 2005 AM72              | 15 de gener de 2005    | Kitt Peak            | Spacewatch         |
| 232934 | 2005 AM81              | 15 de gener de 2005    | Socorro              | LINEAR             |
| 232935 | 2005 AX82              | 13 de gener de 2005    | Kitt Peak            | Spacewatch         |
| 232936 | 2005 BX2               | 19 de gener de 2005    | Wrightwood           | J. W. Young        |
| 232937 | 2005 BM13              | 17 de gener de 2005    | Kitt Peak            | Spacewatch         |
| 232938 | 2005 BL28              | 31 de gener de 2005    | Mayhill              | A. Lowe            |
| 232939 | 2005 BB31              | 16 de gener de 2005    | Mauna Kea            | C. Veillet         |
| 232940 | 2005 BD36              | 16 de gener de 2005    | Mauna Kea            | C. Veillet         |
| 232941 | 2005 CD11              | 1 de febrer de 2005    | Kitt Peak            | Spacewatch         |
| 232942 | 2005 CV18              | 2 de febrer de 2005    | Catalina             | CSS                |
| 232943 | 2005 CD31              | 1 de febrer de 2005    | Kitt Peak            | Spacewatch         |
| 232944 | 2005 CL34              | 2 de febrer de 2005    | Kitt Peak            | Spacewatch         |
| 232945 | 2005 CD45              | 2 de febrer de 2005    | Kitt Peak            | Spacewatch         |
| 232946 | 2005 CQ51              | 2 de febrer de 2005    | Catalina             | CSS                |
| 232947 | 2005 EP5               | 1 de març de 2005      | Kitt Peak            | Spacewatch         |
| 232948 | 2005 EX6               | 1 de març de 2005      | Kitt Peak            | Spacewatch         |
| 232949 | 2005 EN8               | 1 de març de 2005      | Marly                | Observatoire Naef  |
| 232950 | 2005 EU9               | 2 de març de 2005      | Kitt Peak            | Spacewatch         |
| 232951 | 2005 EF10              | 2 de març de 2005      | Kitt Peak            | Spacewatch         |
| 232952 | 2005 EC17              | 3 de març de 2005      | Kitt Peak            | Spacewatch         |
| 232953 | 2005 EO18              | 3 de març de 2005      | Kitt Peak            | Spacewatch         |
| 232954 | 2005 EM19              | 3 de març de 2005      | Kitt Peak            | Spacewatch         |
| 232955 | 2005 ER19              | 3 de març de 2005      | Kitt Peak            | Spacewatch         |
| 232956 | 2005 ED21              | 3 de març de 2005      | Catalina             | CSS                |
| 232957 | 2005 EU24              | 3 de març de 2005      | Catalina             | CSS                |
| 232958 | 2005 EG25              | 3 de març de 2005      | Catalina             | CSS                |
| 232959 | 2005 EJ27              | 3 de març de 2005      | Catalina             | CSS                |
| 232960 | 2005 ES35              | 4 de març de 2005      | Catalina             | CSS                |
| 232961 | 2005 EZ36              | 4 de març de 2005      | Socorro              | LINEAR             |
| 232962 | 2005 ES38              | 4 de març de 2005      | Klet                 | Klet               |
| 232963 | 2005 EV48              | 3 de març de 2005      | Catalina             | CSS                |
| 232964 | 2005 EA50              | 3 de març de 2005      | Catalina             | CSS                |
| 232965 | 2005 EF66              | 4 de març de 2005      | Catalina             | CSS                |
| 232966 | 2005 EG67              | 4 de març de 2005      | Mount Lemmon         | Mt. Lemmon Survey  |
| 232967 | 2005 EY70              | 4 de març de 2005      | Junk Bond            | Junk Bond          |
| 232968 | 2005 EG76              | 3 de març de 2005      | Kitt Peak            | Spacewatch         |
| 232969 | 2005 EX83              | 4 de març de 2005      | Catalina             | CSS                |
| 232970 | 2005 EB84              | 4 de març de 2005      | Catalina             | CSS                |
| 232971 | 2005 ET86              | 4 de març de 2005      | Catalina             | CSS                |
| 232972 | 2005 EZ91              | 8 de març de 2005      | Anderson Mesa        | LONEOS             |
| 232973 | 2005 EK92              | 8 de març de 2005      | Anderson Mesa        | LONEOS             |
| 232974 | 2005 EC99              | 3 de març de 2005      | Catalina             | CSS                |
| 232975 | 2005 ER101             | 3 de març de 2005      | Catalina             | CSS                |
| 232976 | 2005 ET102             | 4 de març de 2005      | Kitt Peak            | Spacewatch         |
| 232977 | 2005 EF104             | 4 de març de 2005      | Kitt Peak            | Spacewatch         |
| 232978 | 2005 EF118             | 7 de març de 2005      | Socorro              | LINEAR             |
| 232979 | 2005 EG124             | 8 de març de 2005      | Anderson Mesa        | LONEOS             |
| 232980 | 2005 EO124             | 8 de març de 2005      | Anderson Mesa        | LONEOS             |
| 232981 | 2005 EP126             | 8 de març de 2005      | Mount Lemmon         | Mt. Lemmon Survey  |
| 232982 | 2005 ER131             | 9 de març de 2005      | Socorro              | LINEAR             |
| 232983 | 2005 EM132             | 9 de març de 2005      | Anderson Mesa        | LONEOS             |
| 232984 | 2005 ET132             | 9 de març de 2005      | Kitt Peak            | Spacewatch         |
| 232985 | 2005 ES134             | 9 de març de 2005      | Mount Lemmon         | Mt. Lemmon Survey  |
| 232986 | 2005 EF136             | 9 de març de 2005      | Anderson Mesa        | LONEOS             |
| 232987 | 2005 EJ138             | 9 de març de 2005      | Socorro              | LINEAR             |
| 232988 | 2005 EY142             | 10 de març de 2005     | Catalina             | CSS                |
| 232989 | 2005 EP143             | 10 de març de 2005     | Mount Lemmon         | Mt. Lemmon Survey  |
| 232990 | 2005 EG146             | 10 de març de 2005     | Mount Lemmon         | Mt. Lemmon Survey  |
| 232991 | 2005 ES147             | 10 de març de 2005     | Kitt Peak            | Spacewatch         |
| 232992 | 2005 EW155             | 8 de març de 2005      | Mount Lemmon         | Mt. Lemmon Survey  |
| 232993 | 2005 EM158             | 9 de març de 2005      | Mount Lemmon         | Mt. Lemmon Survey  |
| 232994 | 2005 ES160             | 9 de març de 2005      | Mount Lemmon         | Mt. Lemmon Survey  |
| 232995 | 2005 EC162             | 9 de març de 2005      | Mount Lemmon         | Mt. Lemmon Survey  |
| 232996 | 2005 EW162             | 10 de març de 2005     | Mount Lemmon         | Mt. Lemmon Survey  |
| 232997 | 2005 ER174             | 8 de març de 2005      | Kitt Peak            | Spacewatch         |
| 232998 | 2005 EO177             | 8 de març de 2005      | Mount Lemmon         | Mt. Lemmon Survey  |
| 232999 | 2005 EC180             | 9 de març de 2005      | Kitt Peak            | Spacewatch         |
| 233000 | 2005 EX181             | 9 de març de 2005      | Socorro              | LINEAR             |